# スクウェア・エニックスのゲームタイトル一覧
スクウェア・エニックスのゲームタイトル一覧（スクウェア・エニックスのゲームタイトルいちらん）は、スクウェア・エニックス発売のゲームタイトル一覧である。合併以前の旧エニックス・旧スクウェアそれぞれが開発・発売したソフトおよび廉価版「アルティメットヒッツ」と「レジェンダリーヒッツ」については当該項目を参照。
（）内は、発売日（またはサービス開始日）・ゲームの形態の順。海外製ゲーム委託ブランドである「エクストリームエッジ」については節を分けて記述する。
▲付は配信およびサービス終了済みタイトル、△付はサービス終了予定のタイトル。

## Windows用ソフト
- ファイナルファンタジーXI ジラートの幻影 拡張データディスク（2003年4月17日、オンラインRPG）
- ファイナルファンタジーXI ジラートの幻影 オールインワンパック2003（2003年4月17日、オンラインRPG）
- ディプスファンタジア パワーアップキット2 〜ダロスへの帰還〜（2003年5月23日、オンラインRPG） ▲
- ファイナルファンタジーXI エントリーディスク（2003年6月12日、オンラインRPG）
- クロスゲート プレミアムバリューパック（2003年11月6日、オンラインRPG）
- ディプスファンタジア オールインワンパック〜4つの紋章〜（2003年12月4日、オンラインRPG） ▲
- 疾走、ヤンキー魂。（2003年12月8日、オンラインRPG、開発：シンクアーツ→エレファント・エンタテインメント[1]） - 2004年12月29日サービス終了。2007年6月13日運営をゲームポットに移管、2008年2月29日から一週間限定で復活。2Dから3Dに変化した第2期が2008年12月17日に正式稼動。
- クロスゲート パワーアップキット2 〜楽園の卵〜（2003年12月18日、オンラインRPG）
- ジャンクメタル（2004年4月12日、オンラインアクション） ▲
- ファイナルファンタジーXI プロマシアの呪縛 拡張データディスク（2004年9月16日、オンラインRPG）
- ファイナルファンタジーXI プロマシアの呪縛 オールインワンパック2004（2004年9月16日、オンラインRPG）
- クロスゲート パワーアップキット3 〜天界の騎士と星詠の歌姫〜（2004年12月22日、オンラインRPG）
- クロスゲート オールインワンパック（2004年12月22日、オンラインRPG）
- ファイナルファンタジーXI エントリーディスク2005（2005年3月3日、オンラインRPG）
- エバークエスト2（2005年6月16日、オンラインRPG） - 2006年6月末日でサービス終了、以降はSOEが引き継ぎ。
- フロントミッションオンライン（2005年12月8日、オンラインアクションRPG） ▲
- ファンタジーアース ザ リング オブ ドミニオン（2006年2月23日発売、オンラインアクションRPG） - 2006年11月1日よりゲームポットへ運営移管。
- ファイナルファンタジーXI アトルガンの秘宝 拡張データディスク（2006年4月20日、オンラインRPG）
- ファイナルファンタジーXI オールインワンパック2006（2006年4月20日、オンラインRPG）
- フロントミッション オンライン for Windows 1周年記念限定パッケージ（2007年1月18日、オンラインアクションRPG）
- ファンタジーアース ゼロ アームドエディション（2007年10月18日、オンラインアクションRPG） - 発売のみ。運営はゲームポット。
- ファイナルファンタジーXI アルタナの神兵 拡張データディスク（2007年11月22日、オンラインRPG）
- ファイナルファンタジーXI ヴァナ・ディール コレクション（2007年11月22日、オンラインRPG）
- ラスト レムナント（2009年4月9日、RPG）
- Season of Mystery（2009年11月11日、ヒドゥンオブジェクトゲーム）
- コール オブ デューティ モダン・ウォーフェア2（2009年12月23日、FPS、アクティビジョン委託）
- フロントミッション エボルヴ（2010年9月16日、TPS）
- ファイナルファンタジーXIV（2010年9月23日、オンラインRPG） ▲
- ノスゴス（Nosgoth、オンラインアクション）
- ファイナルファンタジーXIV：新生エオルゼア（2013年8月27日、オンラインRPG）
- ドラゴンクエストX 目覚めし五つの種族 オンライン（2013年9月26日、オンラインRPG）
- ドラゴンクエストX 眠れる勇者と導きの盟友 オンライン（2013年12月5日、オンラインRPG）
- ドラゴンクエストX オールインワンパッケージ（2014年8月7日、オンラインRPG）
  - 「目覚めし五つの種族」と「眠れる勇者と導きの盟友」のワンパッケージ版。
- ドラゴンクエストX いにしえの竜の伝承 オンライン（2015年4月30日、オンラインRPG）
- ファイナルファンタジーXIV: 蒼天のイシュガルド（2015年6月23日、MMORPG）
- ファイナルファンタジーXIV オンライン（2015年6月23日、MMORPG）
- ドラゴンクエストX オールインワンパッケージ（2015年12月3日、オンラインRPG）
  - 「目覚めし五つの種族」と「眠れる勇者と導きの盟友」と「いにしえの竜の伝承」のワンパッケージ版。
- フィギュアヘッズ（2016年3月11日、ストラテジックシューター、開発：ゲームスタジオ） ▲
- ファイナルファンタジーXIV: 紅蓮のリベレーター（2017年6月20日、MMORPG）
- ドラゴンクエストX 5000年の旅路 遥かなる故郷へ オンライン（2017年11月16日、オンラインRPG）
- ロマンシング サガ２（2017年12月15日、RPG、開発：アルテピアッツァ）※配信のみ
- ドラゴンクエストX オールインワンパッケージ（2018年7月26日、オンラインRPG）
  - 「目覚めし五つの種族」から「5000年の旅路 遥かなる故郷へ」までを収録したワンパッケージ版。
- ファイナルファンタジーXIV: 漆黒のヴィランズ（2019年7月2日、MMORPG）
- ロマンシング サ・ガ3 (2019年11月11日、RPG、開発：アルテピアッツァ)
- ドラゴンクエストX いばらの巫女と滅びの神 オンライン（2019年10月24日、オンラインRPG）
- ドラゴンクエストX オールインワンパッケージ version1-5（2020年5月14日、オンラインRPG）
  - 「目覚めし五つの種族」から「いばらの巫女と滅びの神」までを収録したワンパッケージ版。
- サガ フロンティア リマスター (2021年4月15日、RPG、開発：バレット)
- 聖剣伝説 LEGEND OF MANA（2021年6月24日、アクションRPG、開発：M2/デジタルワークスエンターテインメント）
- ファイナルファンタジー（ピクセルリマスター版）（2021年7月29日、RPG、開発：トーセ）
- ファイナルファンタジーII（ピクセルリマスター版）（2021年7月29日、RPG、開発：トーセ）
- ファイナルファンタジーIII（ピクセルリマスター版）（2021年7月29日、RPG、開発：トーセ）
- ファイナルファンタジーIV（ピクセルリマスター版）（2021年9月9日、RPG、開発：トーセ）
- Marvel's Guardians of the Galaxy（2021年10月26日、アクション・アドベンチャー、開発：Eidos-Montréal）
- ファイナルファンタジーV（ピクセルリマスター版）（2021年11月11日、RPG、開発：トーセ）
- ドラゴンクエストX 天星の英雄たち オンライン（2021年11月11日、オンラインRPG）
- ファイナルファンタジーXIV: 暁月のフィナーレ（2021年12月7日、MMORPG）
- ファイナルファンタジーVI（ピクセルリマスター版）（2022年2月24日、RPG、開発：トーセ）
- バビロンズフォール（2022年3月4日、アクションRPG、開発：プラチナゲームズ）▲
- ストレンジャー オブ パラダイス ファイナルファンタジー オリジン（2022年3月18日、アクションRPG、開発：コーエーテクモゲームス）
- PowerWash Simulator（2022年7月15日、高圧洗浄シミュレーター、開発：Square Enix Collective / FuturLab）
- ドラゴンクエストX 目覚めし五つの種族 オフライン（2022年9月15日、RPG、共同開発：B.B.スタジオ）
- ヴァルキリーエリュシオン（2022年9月29日予定、アクションRPG、開発：ソレイユ）
- ハーヴェステラ（2022年11月5日、生活シミュレーションRPG、開発：Live Wire）
- タクティクスオウガ リボーン（2022年11月11日、シミュレーションRPG）
- クライシス コア -ファイナルファンタジーVII- リユニオン（2022年12月13日、アクションRPG、開発：トーセ）
- FORSPOKEN（2023年1月24日、オープンワールドアクション、開発：Luminous Productions）
- OCTOPATH TRAVELER II（2023年2月25日、RPG、共同開発：アクワイア）
- パラノマサイト FILE23 本所七不思議（2023年3月9日、ホラーミステリーADV、共同開発：ジーン）
- ライブアライブ（2023年4月28日、RPG、共同開発：ヒストリア）
- インフィニティ ストラッシュ ドラゴンクエスト ダイの大冒険（2023年9月28日、アクションRPG、開発：ゲームスタジオ）
- サガ エメラルド ビヨンド（2024年4月25日、RPG）
- キングダム ハーツ HD 1.5+2.5 リミックス（2024年6月14日、アクションRPG）
- キングダム ハーツ HD 2.8 ファイナル チャプター プロローグ（2024年6月14日、アクションRPG）
- キングダム ハーツIII（2024年6月14日、アクションRPG）
- 聖剣伝説 VISIONS of MANA（2024年8月30日、アクションRPG、開発：網易[2]）
- ファイナルファンタジーXVI（2024年9月17日、アクションRPG）
- ロマンシング サガ2 リベンジオブザセブン（2024年10月25日、RPG、開発：ジーン）
- ドラゴンクエストIII そして伝説へ…（2024年11月15日、RPG、共同開発：アートディンク）※HD-2D版
- FANTASIAN Neo Dimension（2024年12月6日、RPG、開発：ミストウォーカー）
- ファイナルファンタジーVII リバース（2025年1月23日、RPG）
- サガフロンティア2 リマスター（2025年3月28日、RPG）
- ファイナルファンタジータクティクス - イヴァリース クロニクルズ（2025年9月30日予定、シミュレーションRPG）
- ドラゴンクエストI&II（2025年10月31日予定、RPG）※HD-2D版
- オクトパストラベラー0（2025年12月4日予定、シングルプレイRPG、開発：ドキドキグルーヴワークス）
- KILLER INN（時期未定、マーダーミステリーアクション、開発：Tactic Studios、共同企画：TBS GAMES）

## PlayStation用ソフト
- フロントミッション ザ・ファースト（2003年10月23日、シミュレーションRPG）
- フロントミッション ヒストリー（2003年11月11日、シミュレーションRPG）

## PlayStation 2用ソフト
- ファイナルファンタジーXI ジラートの幻影 拡張データディスク（2003年4月17日、オンラインRPG）
- ファイナルファンタジーXI ジラートの幻影 オールインワンパック2003（2003年4月17日、オンラインRPG）
- ファイナルファンタジーXI エントリーディスク（2003年6月12日、オンラインRPG）
- 半熟英雄 対 3D（2003年6月26日、シミュレーションRPG）
- オールスター・プロレスリングIII（2003年8月7日、アクション）
- ドラッグオンドラグーン（2003年9月11日、アクションRPG、開発：キャビア）
- フロントミッションフォース（2003年12月18日、シミュレーションRPG）
- 鋼の錬金術師 翔べない天使（2003年12月25日、アクションRPG）
- スターオーシャン Till the End of Time ディレクターズカット（2004年1月22日、RPG、開発：トライエース）
- ファイナルファンタジーX-2 インターナショナル＋ラストミッション（2004年2月19日、RPG）
- ドラゴンクエストV 天空の花嫁（2004年3月25日、RPG、開発：アルテピアッツァ）
- ファイナルファンタジーXI プロマシアの呪縛 拡張データディスク（2004年9月16日、オンラインRPG）
- ファイナルファンタジーXI プロマシアの呪縛 オールインワンパック2004（2004年9月16日、オンラインRPG）
- 鋼の錬金術師2 赤きエリクシルの悪魔（2004年9月22日、アクションRPG）
- ドラゴンクエストVIII 空と海と大地と呪われし姫君（2004年11月27日、RPG、開発：レベルファイブ）
- ドラゴンクエスト&ファイナルファンタジー in いただきストリートSpecial（2004年12月22日、ボードゲーム）
- ラジアータ ストーリーズ（2005年1月27日、RPG、開発：トライエース）
- ファイナルファンタジーXI エントリーディスク2005（2005年3月3日、オンラインRPG）
- ロマンシング サガ -ミンストレルソング-（2005年4月21日、RPG）
- フロントミッションオンライン（2005年5月12日、オンラインRPG）
- 半熟英雄4 〜7人の半熟英雄〜（2005年5月26日、シミュレーションRPG）
- ドラッグオンドラグーン2 封印の紅、背徳の黒（2005年6月16日、RPG、開発：キャビア）
- 武蔵伝II ブレイドマスター（2005年7月7日、RPG）
- 鋼の錬金術師3 神を継ぐ少女（2005年7月21日、アクションRPG）
- グランディアIII（2005年8月4日、RPG、開発：ゲームアーツ）
- ヘビーメタルサンダー（2005年9月1日、アクション、開発：メディア・ビジョンエンタテインメント）
- ファイナルファンタジーX / X-2 アルティメットボックス（2005年9月8日、RPG）
- コード・エイジ コマンダーズ 〜継ぐ者 継がれる者〜（2005年10月13日、アクションRPG）
- キングダム ハーツII（2005年12月22日、アクションRPG）
- フロントミッションフィフス 〜スカーズ・オブ・ザ・ウォー〜（2005年12月29日、シミュレーションRPG）
- ダージュ オブ ケルベロス ファイナルファンタジーVII（2006年1月26日、アクションRPG）
- ファイナルファンタジーXII（2006年3月16日、RPG）
- ドラゴンクエスト 少年ヤンガスと不思議のダンジョン（2006年4月20日、RPG）
- ファイナルファンタジーXI アトルガンの秘宝 拡張データディスク（2006年4月20日、オンラインRPG）
- ファイナルファンタジーXI オールインワンパック2006（2006年4月20日、オンラインRPG）
- ヴァルキリープロファイル2 -シルメリア-（2006年6月22日、RPG、開発：トライエース）
- 聖剣伝説4（2006年12月21日、アクションアドベンチャー）
- キングダム ハーツII ファイナル ミックス+（2007年3月29日、アクションRPG）
- ファイナルファンタジーXII インターナショナル ゾディアックジョブシステム（2007年8月9日、RPG）
- ファイナルファンタジーXI アルタナの神兵 拡張データディスク（2007年11月22日、オンラインRPG）
- ファイナルファンタジーXI ヴァナ・ディール コレクション（2007年11月22日、オンラインRPG）
- 007 慰めの報酬（2009年3月26日、アクション、アクティビジョン委託）
- ファイナルファンタジーXI アドゥリンの魔境 拡張データディスク（2013年、オンラインRPG、開発：マトリックス）

## PlayStation 3用ソフト
- クリスタル・ディフェンダーズ（2009年3月11日、（DL専用）、ディフェンス・シミュレーション）
- 007 慰めの報酬（2009年3月26日、アクション、アクティビジョン委託）
- コール オブ デューティ4 モダン・ウォーフェア 廉価版（2009年9月10日、FPS、アクティビジョン委託）
- コール オブ デューティ モダン・ウォーフェア2（2009年12月10日、FPS、アクティビジョン委託）
- ファイナルファンタジーXIII（2009年12月17日、RPG）
- バットマン アーカム・アサイラム（2010年1月14日、アクション、アイドス委託）
- スターオーシャン4 -THE LAST HOPE-INTERNATIONAL（2010年2月4日、RPG、開発：トライエース）
- ニーア・レプリカント（2010年4月22日、アクションRPG、開発：キャビア）
- フロントミッション エボルヴ（2010年9月16日、TPS、開発：ダブルヘリックスゲームス）
- ファイナルファンタジーXIII-2（2011年12月15日、RPG）
- コール オブ デューティ モダン・ウォーフェア3（字幕版2011年11月17日、吹替版2011年12月22日、FPS、アクティビジョン委託）
- キングダム ハーツ HD 1.5 リミックス（2013年3月14日、アクションRPG）
- ファイナルファンタジーXIV：新生エオルゼア（2013年8月27日、オンラインRPG）
- ライトニング リターンズ ファイナルファンタジーXIII（2013年11月21日、RPG）
- ドラッグオンドラグーン3（2013年12月19日、RPG、開発：アクセスゲームズ）
- ファイナルファンタジー X/X-2 HD Remaster（2013年12月26日、RPG）
- トランスフォーマー ライズ オブ ザ ダーク スパーク（2014年8月28日、アクションRPG）
- キングダム ハーツ HD 2.5 リミックス（2014年10月2日、アクションRPG）
- ドラゴンクエストヒーローズ 闇竜と世界樹の城（2015年2月26日、アクションRPG、開発：コーエーテクモゲームス）
- ファイナルファンタジーXIV: HEAVENSWARD 蒼天のイシュガルド（2015年6月23日、MMORPG）
- スターオーシャン2 Second Evolution（2015年12月24日、RPG、開発：ジェムドロップ）
- ドラゴンクエストビルダーズ アレフガルドを復活せよ（2016年1月28日、ブロックメイクRPG）
- スターオーシャン5 Integrity and Faithlessness（2016年4月21日、RPG、開発：トライエース）
- ドラゴンクエストヒーローズII 双子の王と予言の終わり（2016年5月27日、開発：コーエーテクモゲームス）

## PlayStation 4用ソフト
- ファイナルファンタジーXIV: 新生エオルゼア（2014年4月14日、MMORPG）
- ドラゴンクエストヒーローズ 闇竜と世界樹の城（2015年2月26日、アクションRPG、開発：コーエーテクモゲームス）
- ファイナルファンタジー零式HD（2015年3月19日、開発：ヘキサドライブ）
- みんなでスペランカーZ（2015年3月19日、アクション、開発：Tozai Games）
- ファイナルファンタジーX/X-2 HDリマスター（2015年5月14日）
- ファイナルファンタジーXIV: 蒼天のイシュガルド（2015年6月23日、MMORPG）
- ファイナルファンタジーXIV オンライン（2015年6月23日、MMORPG）
- スターオーシャン2 Second Evolution（2015年10月28日、RPG、開発：ジェムドロップ）
- ファイナルファンタジーVII（2015年12月4日　RPG）
- ドラゴンクエストビルダーズ アレフガルドを復活せよ（2016年1月28日、ブロックメイクRPG）
- いけにえと雪のセツナ（2016年2月18日、RPG、開発：Tokyo RPG Factory）
- ライフ イズ ストレンジ（2016年3月3日、アドベンチャー、開発：DONTNOD Entertainment）
- スターオーシャン5 Integrity and Faithlessness（2016年3月31日、RPG、開発：トライエース）
- ドラゴンクエストヒーローズII 双子の王と予言の終わり（2016年5月27日、アクションRPG、開発：コーエーテクモゲームス）
- 乖離性ミリオンアーサー（2016年9月1日、キャラクターコマンドRPG） ▲
- ワールド オブ ファイナルファンタジー（2016年10月27日、RPG）
- ファイナルファンタジーXV（2016年11月29日、RPG）
- キングダム ハーツ HD 2.8 ファイナル チャプター プロローグ（2017年1月12日、アクションRPG）
- ニーア オートマタ（2017年2月23日、アクションRPG、開発：プラチナゲームズ）
- キングダム ハーツ HD 1.5+2.5 リミックス（2017年3月9日、アクションRPG）
- フィギュアヘッズ（2017年3月9日、ストラテジックシューター） ▲
- スターオーシャン Till the End of Time ディレクターズカット（2017年3月31日、RPG）
- ファイナルファンタジーXIV: 紅蓮の解放者（2017年6月20日、MMORPG）
- ファイナルファンタジーXII ザ ゾディアック エイジ（2017年7月13日、RPG、開発：Virtuos[3]）
- ドラゴンクエストXI 過ぎ去りし時を求めて（2017年7月29日、RPG）
- ドラゴンクエストX オールインワンパッケージ（2017年8月17日、MMORPG）
  - 「目覚めし五つの種族」と「眠れる勇者と導きの盟友」と「いにしえの竜の伝承」のワンパッケージ版。
- ファイナルファンタジーIX（2017年9月19日、RPG、開発：ギルドスタジオ）
- LOST SPHEAR（2017年10月12日、RPG、開発：Tokyo RPG Factory）
- いただきストリート ドラゴンクエスト&ファイナルファンタジー 30th ANNIVERSARY（2017年10月19日、ボードゲーム）
- ドラゴンクエストX 5000年の旅路　遥かなる故郷へ（2017年11月16日、MMORPG）
- モンスター オブ ザ ディープ: ファイナルファンタジーXV（2017年11月21日、フィッシングアクション）
- スターオーシャン4 -THE LAST HOPE- 4K & Full HD Remaster（2017年11月28日、RPG）
- ロマンシング サガ２（2017年12月15日、RPG、開発：アルテピアッツァ） ※配信のみ
- ディシディア ファイナルファンタジー NT（2018年1月11日、対戦アクション、開発：コーエーテクモゲームス）
- 聖剣伝説2 シークレット オブ マナ（2018年2月15日、アクションRPG、開発：Q Studios）
- ドラゴンクエストX オールインワンパッケージ（2018年7月26日、MMORPG）
  - 「目覚めし五つの種族」から「5000年の旅路 遥かなる故郷へ」までを収録したワンパッケージ版。
- サガ スカーレットグレイス 緋色の野望 (2018年8月2日、RPG)
- ファイナルファンタジーXV ポケットエディション（2018年9月7日、RPG、開発：楽陞科技（中国語版））
- THE QUIET MAN（2018年11月1日、シネマティックアクション）
- ワールド オブ ファイナルファンタジー マキシマ（2018年11月6日、RPG、開発：トーセ）
- ミリオンアーサー アルカナブラッド (2018年11月29日、対戦型格闘ゲーム、開発：エクサム）
- ラスト レムナント リマスタード（2018年12月6日、RPG、開発：ギルドスタジオ）
- ドラゴンクエストビルダーズ2 破壊神シドーとからっぽの島（2018年12月20日、RPG、開発：オメガフォース (コーエーテクモゲームス)）
- キングダム ハーツIII（2019年1月25日、アクションRPG）
- LEFT ALIVE（2019年2月28日、サバイバルアクション、開発：シリコンスタジオ / イリンクス）
- チョコボの不思議なダンジョン エブリバディ!（2019年3月20日、RPG、開発：ロケットスタジオ）
- ファイナルファンタジーXIV: 漆黒のヴィランズ（2019年7月2日、MMORPG）
- 鬼ノ哭ク邦（2019年8月22日、アクションRPG、開発：Tokyo RPG Factory）
- ファイナルファンタジーVIII リマスタード（2019年9月3日、RPG）
- ドラゴンクエストX いばらの巫女と滅びの神 オンライン（2019年10月24日、MMORPG）
- ロマンシング サ・ガ3 (2019年11月11日、RPG、開発：アルテピアッツァ)
- スターオーシャン1 First Departure R（2019年12月5日、RPG）
- ファイナルファンタジーVII リメイク（2020年3月3日、RPG）
- 聖剣伝説3 トライアルズ オブ マナ（2020年4月24日、アクションRPG、開発：xeen）
- ドラゴンクエストX オールインワンパッケージ version1-5（2020年5月14日、MMORPG）
  - 「目覚めし五つの種族」から「いばらの巫女と滅びの神」までを収録したワンパッケージ版。
- ファイナルファンタジー・クリスタルクロニクル リマスター（2020年8月27日、RPG）
- Marvel's Avengers（2020年9月4日、開発：クリスタル・ダイナミックス）
- キングダム ハーツ メロディ オブ メモリー（2020年11月11日、リズムゲーム、開発：インディーズゼロ）
- 電車でGO!! はしろう山手線（2020年12月3日、電車運転シミュレーション、共同開発：タイトー）
- ドラゴンクエストXI 過ぎ去りし時を求めて S（2020年12月4日、RPG、開発：オルカ）
- ラブライブ！スクールアイドルフェスティバル ～after school ACTIVITY～ わいわい！Home Meeting!!（2021年3月24日予定、リズムアクション、協力：KLab/ブシロード）
- バランワンダーワールド（2021年3月26日、アクション、共同開発：アーゼスト）
- OUTRIDERS（2021年4月1日、TPS）
- サガ フロンティア リマスター (2021年4月15日、RPG、開発：バレット)
- ニーア レプリカント ver.1.22474487139...（2021年4月22日予定、アクションRPG）
- 聖剣伝説 LEGEND OF MANA（2021年6月24日、アクションRPG、開発：M2/デジタルワークスエンターテインメント）
- 新すばらしきこのせかい（2021年7月27日、アクションRPG、共同開発：ハ・ン・ド）
- アクトレイザー・ルネサンス（2021年9月24日、アクション/シミュレーション、共同開発：ソニックパワード）
- ダンジョンエンカウンターズ（2021年10月14日、ダンジョン探索RPG、開発：キャトルコール）
- Marvel's Guardians of the Galaxy（2021年10月26日、アクション・アドベンチャー、開発：Eidos-Montréal）
- Voice of Cards ドラゴンの島（2021年10月28日、RPG、開発：エイリム）
- ドラゴンクエストX 天星の英雄たち オンライン（2021年11月11日、MMORPG）
- ファイナルファンタジーXIV: 暁月のフィナーレ（2021年12月7日、MMORPG）
- Voice of Cards できそこないの巫女（2022年2月17日、RPG、開発：エイリム）
- バビロンズフォール（2022年3月3日、アクションRPG、開発：プラチナゲームズ）▲
- ストレンジャー オブ パラダイス ファイナルファンタジー オリジン（2022年3月18日、アクションRPG、開発：コーエーテクモゲームス）
- クロノ・クロス:ラジカルドリーマーズエディション（2022年4月7日、RPG）
- 春ゆきてレトロチカ（2022年5月12日、ミステリアドベンチャー、開発：ハ・ン・ド）
- Voice of Cards 囚われの魔物（2022年9月13日、RPG、開発：エイリム）
- VARIOUS DAYLIFE（2022年9月13日、日常×冒険RPG、開発：ドキドキグルーヴワークス）
- ドラゴンクエストX 目覚めし五つの種族 オフライン（2022年9月15日、RPG、共同開発：B.B.スタジオ）
- ディオフィールド クロニクル（2022年9月22日、シミュレーションRPG、開発：ランカース）
- ヴァルキリーエリュシオン（2022年9月29日、アクションRPG、開発：ソレイユ）
- スターオーシャン6 THE DIVINE FORCE（2022年10月27日、RPG、開発：トライエース）
- タクティクスオウガ リボーン（2022年11月11日、シミュレーションRPG）
- ロマンシング サガ -ミンストレルソング- リマスター（2022年12月1日、RPG、開発：バレット）
- クライシス コア -ファイナルファンタジーVII- リユニオン（2022年12月13日、アクションRPG、開発：トーセ）
- PowerWash Simulator（2023年1月31日、高圧洗浄シミュレーター、開発：Square Enix Collective / FuturLab）
- シアトリズム ファイナルバーライン（2023年2月16日、シアターリズムアクション、開発：インディーズゼロ）
- OCTOPATH TRAVELER II（2023年2月24日、RPG、共同開発：アクワイア）
- ファイナルファンタジー（ピクセルリマスター版）（2023年4月20日、RPG、開発：トーセ）
- ファイナルファンタジーII（ピクセルリマスター版）（2023年4月20日、RPG、開発：トーセ）
- ファイナルファンタジーIII（ピクセルリマスター版）（2023年4月20日、RPG、開発：トーセ）
- ファイナルファンタジーIV（ピクセルリマスター版）（2023年4月20日、RPG、開発：トーセ）
- ファイナルファンタジーV（ピクセルリマスター版）（2023年4月20日、RPG、開発：トーセ）
- ファイナルファンタジーVI（ピクセルリマスター版）（2023年4月20日、RPG、開発：トーセ）
- ライブアライブ（2023年4月27日、RPG、共同開発：ヒストリア）
- インフィニティ ストラッシュ ドラゴンクエスト ダイの大冒険（2023年9月28日、アクションRPG、開発：ゲームスタジオ）
- スターオーシャン セカンドストーリー R（2023年11月2日、RPG、開発：ジェムドロップ）
- FOAMSTARS （2024年2月6日、アワパーティシューター、開発：トイロジック）
- サガ エメラルド ビヨンド（2024年4月25日、RPG）
- OCTOPATH TRAVELER（2024年6月6日、RPG、共同開発：アクワイア）
- 聖剣伝説 VISIONS of MANA（2024年8月29日、アクションRPG、開発：網易[2]）
- ロマンシング サガ2 リベンジオブザセブン（2024年10月24日、RPG、開発：ジーン）
- FANTASIAN Neo Dimension（2024年12月5日、RPG、開発：ミストウォーカー）
- サガフロンティア2 リマスター（2025年3月28日、RPG）
- ファイナルファンタジータクティクス - イヴァリース クロニクルズ（2025年9月30日予定、シミュレーションRPG）
- オクトパストラベラー0（2025年12月4日予定、シングルプレイRPG、開発：ドキドキグルーヴワークス）

## PlayStation 5用ソフト
- バランワンダーワールド（2021年3月26日、アクション、共同開発：アーゼスト）
- OUTRIDERS（2021年4月1日、TPS）
- ファイナルファンタジーXIV オンライン（2021年5月25日、MMORPG）
- ファイナルファンタジーVII リメイク インターグレード（2021年6月10日、RPG）
- Marvel's Guardians of the Galaxy（2021年10月26日、アクション・アドベンチャー、開発：Eidos-Montréal）
- ファイナルファンタジーXIV: 暁月のフィナーレ（2021年12月7日、MMORPG）
- バビロンズフォール（2022年3月3日、アクションRPG、開発：プラチナゲームズ）▲
- ストレンジャー オブ パラダイス ファイナルファンタジー オリジン（2022年3月18日、アクションRPG、開発：コーエーテクモゲームス）
- 春ゆきてレトロチカ（2022年5月12日、ミステリアドベンチャー、開発：ハ・ン・ド）
- ドラゴンクエストX 目覚めし五つの種族 オフライン（2022年9月15日、RPG、共同開発：B.B.スタジオ）
- ディオフィールド クロニクル（2022年9月22日、シミュレーションRPG、開発：ランカース）
- ヴァルキリーエリュシオン（2022年9月29日、アクションRPG、開発：ソレイユ）
- スターオーシャン6 THE DIVINE FORCE（2022年10月27日、RPG、開発：トライエース）
- タクティクスオウガ リボーン（2022年11月11日、シミュレーションRPG）
- ロマンシング サガ -ミンストレルソング- リマスター（2022年12月1日、RPG、開発：バレット）
- クライシス コア -ファイナルファンタジーVII- リユニオン（2022年12月13日、アクションRPG、開発：トーセ）
- FORSPOKEN（2023年1月24日、オープンワールドアクション、開発：Luminous Productions）
- PowerWash Simulator（2023年1月31日、高圧洗浄シミュレーター、開発：Square Enix Collective / FuturLab）
- OCTOPATH TRAVELER II（2023年2月24日、RPG、共同開発：アクワイア）
- ライブアライブ（2023年4月27日、RPG、共同開発：ヒストリア）
- ファイナルファンタジーXVI（2023年6月22日、アクションRPG）
- インフィニティ ストラッシュ ドラゴンクエスト ダイの大冒険（2023年9月28日、アクションRPG、開発：ゲームスタジオ）
- スターオーシャン セカンドストーリー R（2023年11月2日、RPG、開発：ジェムドロップ）
- FOAMSTARS （2024年2月6日、アワパーティシューター、開発：トイロジック）
- ファイナルファンタジーVII リバース（2024年2月29日、RPG）
- サガ エメラルド ビヨンド（2024年4月25日、RPG）
- OCTOPATH TRAVELER（2024年6月6日、RPG、共同開発：アクワイア）
- 聖剣伝説 VISIONS of MANA（2024年8月29日、アクションRPG、開発：網易[2]）
- ロマンシング サガ2 リベンジオブザセブン（2024年10月24日、RPG、開発：ジーン）
- ドラゴンクエストIII そして伝説へ…（2024年11月14日、RPG、共同開発：アートディンク）※HD-2D版
- FANTASIAN Neo Dimension（2024年12月5日、RPG、開発：ミストウォーカー）
- サガフロンティア2 リマスター（2025年3月28日、RPG）
- ファイナルファンタジータクティクス - イヴァリース クロニクルズ（2025年9月30日予定、シミュレーションRPG）
- ドラゴンクエストI&II（2025年10月30日予定、RPG）※HD-2D版
- オクトパストラベラー0（2025年12月4日予定、シングルプレイRPG、開発：ドキドキグルーヴワークス）

## PlayStation Portable用ソフト
- ヴァルキリープロファイル -レナス-（2006年3月2日、RPG、開発：トライエース）
- ドラゴンクエスト&ファイナルファンタジー in いただきストリートポータブル（2006年5月25日、ボードゲーム）
- ファイナルファンタジー（2007年4月19日、RPG）
- ファイナルファンタジータクティクス 獅子戦争（2007年5月10日、シミュレーションRPG）
- ファイナルファンタジーII（2007年6月7日、RPG）
- クライシス コア ファイナルファンタジーVII（2007年9月13日、アクションRPG）
- スターオーシャン1 First Departure（2007年12月27日、RPG）
- スターオーシャン2 Second Evolution（2008年4月2日、RPG、開発：トーセ）
- ディシディア ファイナルファンタジー（2008年12月18日、ドラマチック プログレッシブ アクション）
- テグザー ネオ（2009年10月1日、（DL専用）、アクション）
- クリスタル・ディフェンダーズ（2009年10月29日、（DL専用）、ディフェンス・シミュレーション）
- ディシディア ファイナルファンタジー ユニバーサルチューニング（2009年11月1日、（UMD版）/（DL版）、ドラマチック プログレッシブ アクション）
- キングダム ハーツ バース バイ スリープ（2010年1月9日、アクションRPG）
- ロード オブ アルカナ（2010年10月14日、（UMD版） / （DL版）、マルチアクション、開発：アクセスゲームズ）
- タクティクスオウガ 運命の輪（2010年11月11日、（UMD版） / （DL版）シミュレーションRPG）
- ザ・サード バースデイ（2010年12月22日、（UMD版） / （DL版）、アクションRPG）
- キングダムハーツ バース バイ スリープ ファイナル ミックス（2011年1月20日、アクションRPG）
- ディシディア デュオデシム ファイナルファンタジー（2011年3月3日、（UMD版） / （DL版） / （限定版）、ドラマチック プログレッシブ アクション）
- ファイナルファンタジーIV コンプリートコレクション（2011年3月24日、（アルティメットパック）、RPG、開発：バレット）
- ファイナルファンタジー零式（2011年10月27日 / アクションRPG）
- ロード オブ アポカリプス（2011年12月17日 マルチアクション、開発：アクセスゲームズ）
- ファイナルファンタジーIII（2012年9月20日、RPG、開発：マトリックス）

## PlayStation Vita用ソフト
- ロード オブ アポカリプス（2011年12月17日 マルチアクション、開発：アクセスゲームズ）
- 地獄の軍団（2011年12月17日 アクション）
- ファイナルファンタジーX HDリマスター（2013年12月26日　RPG）
- ファイナルファンタジーX-2 HDリマスター（2013年12月26日 RPG）
- ケイオスリングスIII プルクリエルトリロジー（2014年10月16日　RPG、開発：メディア・ビジョン）
- ケイオスリングス（2015年5月7日　RPG）
- ケイオスリングスオメガ（2015年5月7日　RPG）
- ケイオスリングスII（2015年5月7日　RPG）
- ケイオスリングスIII（2015年5月7日　RPG）
- 聖剣伝説 RISE of MANA（2015年5月14日　アクションRPG、共同開発：娯匠）
- みんなでスペランカーZ（2015年5月21日　アクション、開発：Tozai Games）
- スターオーシャン2 Second Evolution（2015年10月28日、RPG、開発：ジェムドロップ）
- ドラゴンクエストビルダーズ アレフガルドを復活せよ（2016年1月28日、ブロックメイクRPG）
- 聖剣伝説 〜ファイナルファンタジー外伝〜（2016年2月4日、アクションRPG、開発：MCF）
- いけにえと雪のセツナ（2016年2月18日、RPG、開発：Tokyo RPG Factory）
- ロマンシング サ・ガ2（2016年3月24日、RPG、開発：アルテピアッツァ）
- ドラゴンクエストヒーローズII 双子の王と予言の終わり（2016年5月27日、開発：コーエーテクモゲームス）
- 乖離性ミリオンアーサー（2016年9月1日、キャラクターコマンドRPG） ▲
- ワールド オブ ファイナルファンタジー（2016年10月27日、RPG、開発：トーセ）
- サガ スカーレット グレイス（2016年12月15日、RPG）
- いただきストリート ドラゴンクエスト&ファイナルファンタジー 30th ANNIVERSARY（2017年10月19日、ボードゲーム）
- 聖剣伝説2 シークレット オブ マナ（2018年2月15日、アクションRPG、開発：Q Studios）
- ロマンシング サ・ガ3 (2019年11月11日、RPG、開発：アルテピアッツァ)

## ニンテンドーゲームキューブ用ソフト
- ファイナルファンタジー・クリスタルクロニクル（2003年8月8日、RPG）

## Wii用ソフト
- ドラゴンクエストソード 仮面の女王と鏡の塔（2007年7月12日、体感アクションRPG）
- チョコボの不思議なダンジョン 時忘れの迷宮（2007年12月13日、RPG、開発：ハ・ン・ド）
- 小さな王様と約束の国 ファイナルファンタジー・クリスタルクロニクル（2008年3月25日、Wiiウェア、シミュレーションRPG）
- ソウルイーター モノトーン プリンセス（2008年9月25日、アクション・アドベンチャー）
- ロストウィンズ（2008年12月24日、Wiiウェア、アドベンチャー）
- クリスタル・ディフェンダーズR1（2009年1月27日、Wiiウェア、ディフェンス・シミュレーション）
- ファイナルファンタジー・クリスタルクロニクル エコーズ・オブ・タイム（2009年1月29日、アクションRPG）
- クリスタル・ディフェンダーズR2（2009年2月24日、Wiiウェア、ディフェンス・シミュレーション）
- 007 慰めの報酬（2009年3月26日、アクション、アクティビジョン委託）
- メジャマジ・マーチ（2009年4月23日、マーチング・アクション、Majesco Entertainment Company委託、開発：七音社）
- 光と闇の姫君と世界征服の塔 ファイナルファンタジー・クリスタルクロニクル（2009年6月30日、Wiiウェア、シミュレーションRPG）
- ファイナルファンタジーIV ジ・アフターイヤーズ -月の帰還-（2009年7月21日、Wiiウェア、RPG）
- 鋼の錬金術師 FULLMETAL ALCHEMIST -暁の王子-（2009年8月13日、アクション・アドベンチャー）
- ファイナルファンタジー・クリスタルクロニクル クリスタルベアラー（2009年11月12日、アトラクション・アドベンチャー）
- 鋼の錬金術師 FULLMETAL ALCHEMIST -黄昏の少女-（2009年12月10日、アクション・アドベンチャー）
- ロストウィンズ ウィンター オブ メロディアス（2009年12月22日、Wiiウェア、アクションアドベンチャー）
- くまなげ・バトル編 〜キイナの嫌いな青いホウセキ〜（2010年6月8日、Wiiウェア、シューティング）
- くまなげ・パズル編 〜ピイナの好きな赤いキャンディ〜（2010年6月8日、Wiiウェア、アクションパズル）
- ドラゴンクエスト モンスターバトルロードビクトリー（2010年7月15日、対戦カードゲーム）
- ドラゴンクエスト25周年記念 ファミコン&スーパーファミコン ドラゴンクエストI・II・III（2011年9月15日、RPG）
- ドラゴンクエストX 目覚めし五つの種族 オンライン（2012年8月2日、オンラインRPG）
- ドラゴンクエストX 眠れる勇者と導きの盟友 オンライン（2013年12月5日、オンラインRPG）
- ドラゴンクエストX オールインワンパッケージ（2014年8月7日、オンラインRPG）
- ドラゴンクエストX いにしえの竜の伝承 オンライン（2015年4月30日、オンラインRPG）

## Wii U用ソフト
- ドラゴンクエストX 目覚めし五つの種族 オンライン（2013年3月30日、オンラインRPG）
- ドラゴンクエストX 眠れる勇者と導きの盟友 オンライン（2013年12月5日、オンラインRPG・追加ディスク）
- ドラゴンクエストX オールインワンパッケージ（2014年8月7日、オンラインRPG・Ver2までのオールインワン）
- ドラゴンクエストX いにしえの竜の伝承 オンライン（2015年4月30日、オンラインRPG・追加ディスク）
- ドラゴンクエストX オールインワンパッケージ（2015年12月3日、オンラインRPG・Ver3までのオールインワン）
- ドラゴンクエストX 5000年の旅路 遥かなる故郷へ オンライン（2017年11月16日、オンラインRPG・追加ディスク）
- ドラゴンクエストX オールインワンパッケージ（2018年7月26日、オンラインRPG・Ver4までのオールインワン）
- ドラゴンクエストX いばらの巫女と滅びの神 オンライン（2019年10月24日、オンラインRPG・追加ディスク）
- ドラゴンクエストX 天星の英雄たち オンライン（2021年11月11日、オンラインRPG・追加ディスク）

## Nintendo Switch用ソフト
- いけにえと雪のセツナ（2017年3月3日、RPG、開発：Tokyo RPG Factory）
- ドラゴンクエストヒーローズI・II for Nintendo Switch（2017年3月3日、アクションRPG）
- みんなでワイワイ! スペランカー（2017年4月20日、アクションアドベンチャー）
- 聖剣伝説コレクション（2017年6月1日、アクションRPG、開発：M2）
- ドラゴンクエストX オールインワンパッケージ（2017年9月21日、MMORPG）
  - 「目覚めし五つの種族」と「眠れる勇者と導きの盟友」と「いにしえの竜の伝承」のワンパッケージ版。
- LOST SPHEAR（2017年10月12日、RPG、開発：Tokyo RPG Factory）
- ドラゴンクエストX 5000年の旅路 遥かなる故郷へ オンライン（2017年11月16日、MMORPG）
- ロマンシング サガ２（2017年12月15日、RPG、開発：アルテピアッツァ） ※配信のみ
- ドラゴンクエストビルダーズ アレフガルドを復活せよ（2018年3月1日）
- OCTOPATH TRAVELER（2018年7月13日、RPG、開発：アクワイア）
- ドラゴンクエストX オールインワンパッケージ（2018年7月26日、MMORPG）
  - 「目覚めし五つの種族」から「5000年の旅路 遥かなる故郷へ」までを収録したワンパッケージ版。
- サガ スカーレットグレイス 緋色の野望（2018年8月2日、RPG）
- すばらしきこのせかい -Final Remix-（2018年9月27日、アクションRPG、開発：ハ・ン・ド）
- ファイナルファンタジーXV ポケットエディション（2018年9月14日、RPG、開発：楽陞科技（中国語版））
- ワールド オブ ファイナルファンタジー マキシマ（2018年11月6日、RPG、開発：トーセ）
- ドラゴンクエストビルダーズ2 破壊神シドーとからっぽの島（2018年12月20日、RPG、開発：オメガフォース/コーエーテクモゲームス）
- ファイナルファンタジーIX（2019年2月14日、RPG、開発：ギルドスタジオ）
- チョコボの不思議なダンジョン エブリバディ!（2019年3月20日、RPG、開発：ロケットスタジオ）
- ファイナルファンタジーVII（2019年3月26日、RPG、開発：DotEmu）
- ファイナルファンタジーX/X-2 HDリマスター（2019年4月11日、RPG、開発：Virtuos[4]）
- ファイナルファンタジーXII ザ ゾディアック エイジ（2019年4月25日、RPG）
- 鬼ノ哭ク邦（2019年8月22日、アクションRPG、開発：Tokyo RPG Factory）
- ファイナルファンタジーVIII リマスタード（2019年9月3日、RPG）
- ドラゴンクエストモンスターズ テリーのワンダーランド RETRO（2019年9月17日、RPG）
- ドラゴンクエストXI 過ぎ去りし時を求めて S（2019年9月27日、RPG）
- ドラゴンクエストX いばらの巫女と滅びの神 オンライン（2019年10月24日、MMORPG）
- ロマンシング サ・ガ3（2019年11月11日、RPG、開発：アルテピアッツァ）
- スターオーシャン1 First Departure R（2019年12月5日、RPG）
- 聖剣伝説3 トライアルズ オブ マナ（2020年4月24日、アクションRPG、開発：xeen）
- ドラゴンクエストX オールインワンパッケージ version1-5（2020年5月14日、MMORPG）
  - 「目覚めし五つの種族」から「いばらの巫女と滅びの神」までを収録したワンパッケージ版。
- ファイナルファンタジー・クリスタルクロニクル リマスター（2020年8月27日、RPG）
- キングダム ハーツ メロディ オブ メモリー（2020年11月11日、リズムゲーム、開発：インディーズゼロ）
- サ・ガ コレクション（2020年12月15日、RPG）
- ブレイブリーデフォルトII（2021年2月26日、RPG、開発：クレイテックワークス）
- 電車でGO!! はしろう山手線（2021年3月18日、電車運転シミュレーション、共同開発：タイトー）
- バランワンダーワールド（2021年3月26日、アクション、共同開発：アーゼスト）
- サガ フロンティア リマスター (2021年4月15日、RPG、開発：バレット)
- 聖剣伝説 LEGEND OF MANA（2021年6月24日、アクションRPG、開発：M2/デジタルワークスエンターテインメント）
- 新すばらしきこのせかい（2021年7月27日、アクションRPG、共同開発：ハ・ン・ド）
- アクトレイザー・ルネサンス（2021年9月24日、アクション/シミュレーション、共同開発：ソニックパワード）
- ダンジョンエンカウンターズ（2021年10月14日、ダンジョン探索RPG、開発：キャトルコール）
- Marvel's Guardians of the Galaxy: Cloud Version（2021年10月26日、アクション・アドベンチャー、開発：Eidos-Montréal）
- Voice of Cards ドラゴンの島（2021年10月28日、RPG、開発：エイリム）
- ドラゴンクエストX 天星の英雄たち オンライン（2021年11月11日、MMORPG）
- キングダム ハーツ HD 1.5+2.5 リミックス CLOUD VERSION（2022年2月10日、アクションRPG）
- キングダム ハーツ HD 2.8 ファイナル チャプター プロローグ CLOUD VERSION（2022年2月10日、アクションRPG）
- キングダム ハーツIII＋リマインド CLOUD VERSION（2022年2月10日、アクションRPG）
- Voice of Cards できそこないの巫女（2022年2月17日、RPG、開発：エイリム）
- ライフ イズ ストレンジ トゥルー カラーズ（2022年2月25日、アドベンチャー、開発：Deck Nine）
- トライアングルストラテジー（2022年3月4日、シミュレーションRPG、共同開発：アートディンク）
- チョコボGP（2022年3月10日、レースゲーム、開発：アリカ）
- クロノ・クロス:ラジカルドリーマーズエディション（2022年4月7日、RPG）
- 春ゆきてレトロチカ（2022年5月12日、ミステリアドベンチャー、開発：ハ・ン・ド）
- ライブアライブ（2022年7月22日、RPG、共同開発：ヒストリア）
- Voice of Cards 囚われの魔物（2022年9月13日、RPG、開発：エイリム）
- VARIOUS DAYLIFE（2022年9月13日、日常×冒険RPG、開発：ドキドキグルーヴワークス）
- ドラゴンクエストX 目覚めし五つの種族 オフライン（2022年9月15日、RPG、共同開発：B.B.スタジオ）
- ディオフィールド クロニクル（2022年9月22日、シミュレーションRPG、開発：ランカース）
- NieR:Automata The End of YoRHa Edition（2022年10月6日、アクションRPG、開発：Virtous）
- ハーヴェステラ（2022年11月4日、生活シミュレーションRPG、開発：Live Wire）
- タクティクスオウガ リボーン（2022年11月11日、シミュレーションRPG）
- ロマンシング サガ -ミンストレルソング- リマスター（2022年12月1日、RPG、開発：バレット）
- ドラゴンクエスト トレジャーズ 蒼き瞳と大空の羅針盤（2022年12月9日、トレジャーライフRPG、共同開発：トーセ）
- クライシス コア -ファイナルファンタジーVII- リユニオン（2022年12月13日、アクションRPG、開発：トーセ）
- PowerWash Simulator（2023年1月31日、高圧洗浄シミュレーター、開発：Square Enix Collective / FuturLab）
- シアトリズム ファイナルバーライン（2023年2月16日、シアターリズムアクション、開発：インディーズゼロ）
- OCTOPATH TRAVELER II（2023年2月24日、RPG、開発：アクワイア）
- パラノマサイト FILE23 本所七不思議（2023年3月9日、ホラーミステリーADV、共同開発：ジーン）
- ファイナルファンタジー（ピクセルリマスター版）（2023年4月20日、RPG、開発：トーセ）
- ファイナルファンタジーII（ピクセルリマスター版）（2023年4月20日、RPG、開発：トーセ）
- ファイナルファンタジーIII（ピクセルリマスター版）（2023年4月20日、RPG、開発：トーセ）
- ファイナルファンタジーIV（ピクセルリマスター版）（2023年4月20日、RPG、開発：トーセ）
- ファイナルファンタジーV（ピクセルリマスター版）（2023年4月20日、RPG、開発：トーセ）
- ファイナルファンタジーVI（ピクセルリマスター版）（2023年4月20日、RPG、開発：トーセ）
- 結合男子（2023年6月29日、友情結合シミュレーションアドベンチャー、開発：ウインライト）
- インフィニティ ストラッシュ ドラゴンクエスト ダイの大冒険（2023年9月28日、アクションRPG、開発：ゲームスタジオ）
- スターオーシャン セカンドストーリー R（2023年11月2日、RPG、開発：ジェムドロップ）
- ドラゴンクエストモンスターズ3 魔族の王子とエルフの旅（2023年12月1日、RPG、開発：トーセ）
- サガ エメラルド ビヨンド（2024年4月25日、RPG）
- ロマンシング サガ2 リベンジオブザセブン（2024年10月24日、RPG、開発：ジーン）
- ドラゴンクエストIII そして伝説へ…（2024年11月14日、RPG、共同開発：アートディンク）※HD-2D版
- FANTASIAN Neo Dimension（2024年12月5日、RPG、開発：ミストウォーカー）
- サガフロンティア2 リマスター（2025年3月28日、RPG）
- ファイナルファンタジータクティクス - イヴァリース クロニクルズ（2025年9月30日予定、シミュレーションRPG）
- ドラゴンクエストI&II（2025年10月30日予定、RPG）※HD-2D版
- オクトパストラベラー0（2025年12月4日予定、シングルプレイRPG、開発：ドキドキグルーヴワークス）

## Nintendo Switch 2用ソフト
- ブレイブリーデフォルト フライングフェアリー HDリマスター（2025年6月5日、RPG）
- ロマンシング サガ2 リベンジオブザセブン Nintendo Switch 2 Edition（2024年7月31日、RPG、開発：ジーン）
- ファイナルファンタジータクティクス - イヴァリース クロニクルズ（2025年9月30日予定、シミュレーションRPG）
- ドラゴンクエストI&II（2025年10月30日予定、RPG）※HD-2D版
- オクトパストラベラー0（2025年12月4日予定、シングルプレイRPG、開発：ドキドキグルーヴワークス）
- 冒険家エリオットの千年物語（2026年予定、アクションRPG）
- ファイナルファンタジーVII リメイク インターグレード（時期未定、RPG）

## ゲームボーイアドバンス用ソフト
- 新約 聖剣伝説（2003年8月29日、アクションRPG、開発：ブラウニーブラウン）
- スライムもりもりドラゴンクエスト 衝撃のしっぽ団（2003年11月14日、アクション）
- ドラゴンクエストキャラクターズ トルネコの大冒険3アドバンス 不思議のダンジョン（2004年6月24日、RPG）
- ファイナルファンタジーI・IIアドバンス（2004年7月29日、RPG）
- キングダム ハーツ チェイン オブ メモリーズ（2004年11月11日、アクションRPG、開発：ジュピター）
- ファイナルファンタジーIVアドバンス（2005年12月15日、RPG、開発：トーセ）
- ファイナルファンタジーVアドバンス（2006年10月12日、RPG、開発：トーセ）
- ファイナルファンタジーVIアドバンス（2006年11月30日、RPG、開発：トーセ）

## ニンテンドーDS用ソフト
- エッグモンスターHERO（2005年3月24日、RPG、開発：ネバーランドカンパニー）
- スライムもりもりドラゴンクエスト2 大戦車としっぽ団（2005年12月1日、アクション）
- 聖剣伝説DS CHILDREN of MANA（2006年3月2日、アクションRPG、開発：ネクスエンタテインメント）
- マリオバスケ 3on3（2006年7月27日、スポーツ） - 発売元は任天堂
- ファイナルファンタジーIII（2006年8月24日、RPG、開発：マトリックス）
- チョコボと魔法の絵本（2006年12月14日、アドベンチャー、開発：ハ・ン・ド）
- ドラゴンクエストモンスターズ ジョーカー（2006年12月28日、RPG、開発：トーセ）
- 聖剣伝説 HEROES of MANA（2007年3月8日、シミュレーションRPG、開発：ブラウニーブラウン）
- フロントミッション ザ・ファースト（2007年3月22日、シミュレーションRPG）
- ファイナルファンタジーXII レヴァナント・ウイング（2007年4月26日、RPG、開発：シンク・アンド・フィール）
- いただきストリートDS（2007年6月21日、ボードゲーム、開発：パオン）
- すばらしきこのせかい（2007年7月27日、アクションRPG、開発：ジュピター）
- ファイナルファンタジー・クリスタルクロニクル リング・オブ・フェイト（2007年8月23日、アクションRPG）
- ファイナルファンタジータクティクス A2 封穴のグリモア（2007年10月25日、シミュレーションRPG）
- ょすみん。DS（2007年11月8日、パズル）
- ドラゴンクエストIV 導かれし者たち（2007年11月22日、RPG、開発：アルテピアッツァ）
- ファイナルファンタジーIV（2007年12月20日、RPG、開発：マトリックス）
- フロントミッション2089 ボーダー・オブ・マッドネス（2008年5月29日、シミュレーションRPG）
- ナナシ ノ ゲエム（2008年7月3日、ホラーアドベンチャー、開発：epics）
- DS:Styleシリーズ
  - 地球の歩き方DS イタリア（2007年7月5日、その他）
  - 地球の歩き方DS タイ（2007年7月5日、その他）
  - 地球の歩き方DS フランス（2007年7月5日、その他）
  - 花咲くDSガーデニングLife（2007年7月5日、その他）
  - あなたも DSでクラシック 聴いてみませんか?（2007年7月5日、その他）
  - あなただけのプライベートレッスン DSではじめるティップネスのヨガ（2007年10月4日、その他）
  - 地球の歩き方DS 台湾（2007年10月4日、その他）
  - 地球の歩き方DS ニューヨーク（2007年10月4日、その他）
  - 地球の歩き方DS ハワイ（2007年10月4日、その他）
  - ワインのはじめかたDS（2007年11月15日、その他）
  - 人生8万7000回の食事をおいしくする おいしく極める食通DS おとなの週末編集部厳選のオススメお店情報入り（2007年12月13日、その他）
  - 地球の歩き方DS イギリス（2007年12月13日、その他）
  - 地球の歩き方DS 上海（2007年12月13日、その他）
  - 地球の歩き方DS ソウル・釜山（2007年12月13日、その他）
  - 地球の歩き方DS 香港（2007年12月13日、その他）
  - 本気で学ぶ LECで合格る DS日商簿記3級（2008年4月17日、その他）
  - 本気で学ぶ LECで合格る DS秘書検定2級/3級（2009年2月26日、その他）
  - 本気で学ぶ LECで合格る DS宅地建物取引主任者（2009年2月26日、その他）
  - 本気で学ぶ LECで合格る DS公務員試験・数的処理（2009年12月3日、その他）
  - 本気で学ぶ LECで合格る DS危険物取扱者乙種4類（2009年12月3日、その他）
- ドラゴンクエストV 天空の花嫁（2008年7月19日、RPG、開発：アルテピアッツァ）
- シグマ ハーモニクス（2008年8月21日、ミステリーRPG、開発：シンクガレージ）
- スヌーピーDS 〜スヌーピーと仲間たちに会いにいこう!（2008年10月9日、コミュニケーション）
- シドとチョコボの不思議なダンジョン 時忘れの迷宮DS+（2008年10月30日、RPG、開発：ハ・ン・ド）
- ヴァルキリープロファイル -咎を背負う者-（2008年11月1日、シミュレーションRPG、開発：トライエース）
- ピングーのワクワク♪ カーニバル!（2008年11月6日、アドベンチャー）
- クロノ・トリガー（2008年11月20日、RPG）
- チョコボと魔法の絵本 魔女と少女と5人の勇者（2008年12月11日、アドベンチャー、開発：ハ・ン・ド）
- ファイナルファンタジー・クリスタルクロニクル エコーズ・オブ・タイム（2009年1月29日、RPG）
- 黒執事 Phantom & Ghost（2009年3月19日、アドベンチャー）
- MR.BRAIN -ミスターブレイン-（2009年5月27日、ニンテンドーDSiウェア、脳力トレーニング）
- キングダム ハーツ 358/2 Days（2009年5月30日、アクションRPG、開発：ハ・ン・ド）
- ドラゴンクエスト ウォーズ（2009年6月24日、ニンテンドーDSiウェア、かんたんバトル）
- ドラゴンクエストIX 星空の守り人（2009年7月11日、RPG、開発：レベルファイブ）
- ブラッド オブ バハムート（2009年8月6日、RPG、開発：シンク・アンド・フィール）
- ナナシ ノ ゲエム 目（2009年8月27日、ホラーアドベンチャー、開発：epics）
  - ノロイ ノ ゲエム 血（2009年9月9日、ニンテンドーDSiウェア、アクションゲーム）
  - ノロイ ノ ゲエム 獄（2009年9月9日、ニンテンドーDSiウェア、アクションゲーム）
- サガ2秘宝伝説 GODDESS OF DESTINY（2009年9月17日、RPG、共同開発：ラクジン）
- 光の4戦士 -ファイナルファンタジー外伝-（2009年10月29日、RPG、開発：マトリックス）
- 国破れて山河あり（英語版）（2009年10月28日、ニンテンドーDSiウェア、大河ストラテジー）
- クロストレジャーズ（2009年12月3日、RPG、開発：シンソフィア）
- ドラゴンクエストVI 幻の大地（2010年1月28日、RPG、開発：アルテピアッツァ）
- エストポリス（2010年2月25日、アクションRPG、開発：ネバーランドカンパニー）
- ドラゴンクエストモンスターズ ジョーカー2（2010年4月28日、RPG、開発：トーセ）
- キングダム ハーツ Re:コーデッド（2010年10月7日、アクションRPG、開発：ハ・ン・ド）
- サガ3時空の覇者 Shadow or Light（2011年1月6日、RPG、共同開発：ラクジン）
- ドラゴンクエストモンスターズ ジョーカー2プロフェッショナル（2011年3月31日、RPG、開発：トーセ）

## ニンテンドー3DS用ソフト
- とびだす!パズルボブル 3D（2011年2月26日、アクションパズル、開発：アリカ）
- スライムもりもりドラゴンクエスト3 大海賊としっぽ団（2011年11月2日、アクションアドベンチャー、開発：トーセ）
- シアトリズム ファイナルファンタジー（2012年2月16日、シアターリズムアクション、開発：インディーズ・ゼロ）
- キングダム ハーツ 3D ［ドリーム ドロップ ディスタンス］（2012年3月29日、アクションRPG）
- ドラゴンクエストモンスターズ テリーのワンダーランド3D（2012年5月31日、RPG、開発：トーセ）
- ブレイブリーデフォルト フライングフェアリー（2012年10月11日、RPG、開発：シリコンスタジオ）
- ドラゴンクエストVII エデンの戦士たち（2013年2月7日、RPG、開発：アルテピアッツァ）
- 超速変形ジャイロゼッター アルバロスの翼（2013年6月13日、RPG、開発：メディウス研究所）
- ブレイブリーデフォルト フォー ザ・シークェル（2013年12月5日、RPG、開発：シリコンスタジオ）
- ドラゴンクエストモンスターズ2 イルとルカの不思議なふしぎな鍵（2014年2月6日、RPG、開発：トーセ）
- シアトリズム ファイナルファンタジー カーテンコール（2014年4月24日、シアターリズムアクション、開発：インディーズ・ゼロ）
- ファイナルファンタジー エクスプローラーズ（2014年12月18日、マルチプレイ型アクションRPG、開発：ラクジン）
- シアトリズム ドラゴンクエスト（2015年3月26日、シアターリズムアクション、開発：インディーズ・ゼロ）
- ブレイブリーセカンド エンドレイヤー（2015年4月23日　RPG、開発：シリコンスタジオ）
- ドラゴンクエストVIII 空と海と大地と呪われし姫君（2015年8月27日、RPG、開発：トーセ）
- ドラゴンクエストモンスターズ ジョーカー3（2016年3月24日、RPG、開発：トーセ）
- ドラゴンクエストモンスターズ ジョーカー3 プロフェッショナル（2017年2月9日、RPG、開発：トーセ）
- ピクトロジカ ファイナルファンタジー≒（2017年7月12日、パズルRPG、開発：ジュピター）
- ドラゴンクエストXI 過ぎ去りし時を求めて（2017年7月29日、RPG、開発：トイロジック）

## Xbox 360用ソフト
- ファイナルファンタジーXI オールインワンパック2006（2006年4月20日、オンラインRPG）
- プロジェクト・シルフィード（2006年9月28日、シューティング）
- ファイナルファンタジーXI アルタナの神兵 拡張データディスク（2007年11月22日、オンラインRPG）
- ファイナルファンタジーXI ヴァナ・ディール コレクション（2007年11月22日、オンラインRPG）
- インフィニット アンディスカバリー（2008年9月11日、RPG、開発：トライエース）
- ラスト レムナント（2008年11月20日、RPG）
- スターオーシャン4 -THE LAST HOPE-（2009年2月19日、RPG、開発：トライエース）
- クリスタル・ディフェンダーズ（2009年3月11日、Xbox Live Arcade、ディフェンス・シミュレーション）
- ょすみん。LIVE（2009年5月27日、Xbox Live Arcade、パズル）
- ジャイロマンサー（2009年11月18日、Xbox Live Arcade、パズルRPG）
- コール オブ デューティ モダン・ウォーフェア2（2009年12月10日、FPS、アクティビジョン委託）
- 0 day Attack on Earth（2009年12月23日、Xbox Live Arcade、シューティング、開発：ガルチ）
- バットマン アーカム・アサイラム（2010年1月14日、アクション、アイドス委託）
- ニーア・ゲシュタルト（2010年4月22日、アクションRPG、開発：キャビア）
- フロントミッション エボルヴ（2010年9月16日、TPS、開発：ダブルヘリックスゲームス）
- ファイナルファンタジーXIII アルティメットヒッツ インターナショナル（2010年12月16日、RPG）
- ファイナルファンタジーXIII-2（2011年12月15日、RPG）
- コール オブ デューティ モダン・ウォーフェア3（字幕版2011年11月17日、吹替版2011年12月22日、FPS、アクティビジョン委託）

## Xbox One用ソフト
- ファイナルファンタジー零式HD（2015年3月19日、RPG）
- ファイナルファンタジーXV（2016年11月29日、RPG）
- ロマンシング サガ２（2017年12月15日、RPG、開発：アルテピアッツァ） ※配信のみ
- ファイナルファンタジーXV ポケットエディション（2018年9月7日、RPG、開発：楽陞科技（中国語版））
- ワールド オブ ファイナルファンタジー マキシマ（2018年11月6日、RPG）
- キングダム ハーツIII（2019年1月25日、アクションRPG）
- ファイナルファンタジーIX（2019年2月14日、RPG、開発：ギルドスタジオ）
- ファイナルファンタジーVII（2019年3月26日、RPG、開発：DotEmu）
- ファイナルファンタジーX/X-2 HDリマスター（2019年4月11日、RPG）
- ファイナルファンタジーXII ザ ゾディアック エイジ（2019年4月25日、RPG）
- ファイナルファンタジーVIII リマスタード（2019年9月3日、RPG）
- ロマンシング サ・ガ3（2019年11月11日、RPG、開発：アルテピアッツァ）
- キングダム ハーツ メロディ オブ メモリー（2020年11月11日、リズムゲーム、開発：インディーズゼロ）
- ドラゴンクエストXI 過ぎ去りし時を求めて S（2020年12月4日、RPG）
- オクトパストラベラー（2021年3月25日、RPG）
- バランワンダーワールド（2021年3月26日、アクション、共同開発：アーゼスト）
- OUTRIDERS（2021年4月1日、TPS）
- ニーア レプリカント ver.1.22474487139...（2021年4月22日、アクションRPG）
- Marvel's Guardians of the Galaxy（2021年10月26日、アクション・アドベンチャー、開発：Eidos-Montréal）
- ストレンジャー オブ パラダイス ファイナルファンタジー オリジン（2022年3月18日、アクションRPG、開発：コーエーテクモゲームス）
- クロノ・クロス:ラジカルドリーマーズエディション（2022年4月7日、RPG）
- PowerWash Simulator（2022年7月15日、高圧洗浄シミュレーター、開発：Square Enix Collective / FuturLab）
- ディオフィールド クロニクル（2022年9月22日、シミュレーションRPG、開発：ランカース）
- スターオーシャン6 THE DIVINE FORCE（2022年10月27日、RPG、開発：トライエース）
- クライシス コア -ファイナルファンタジーVII- リユニオン（2022年12月13日、アクションRPG、開発：トーセ）
- OCTOPATH TRAVELER II（2024年6月6日、RPG、共同開発：アクワイア）

## Xbox Series X/S用ソフト
- バランワンダーワールド（2021年3月26日、アクション、共同開発：アーゼスト）
- OUTRIDERS（2021年4月1日、TPS）
- Marvel's Guardians of the Galaxy（2021年10月26日、アクション・アドベンチャー、開発：Eidos-Montréal）
- ストレンジャー オブ パラダイス ファイナルファンタジー オリジン（2022年3月18日、アクションRPG、開発：コーエーテクモゲームス）
- PowerWash Simulator（2022年7月15日、高圧洗浄シミュレーター、開発：Square Enix Collective / FuturLab）
- ディオフィールド クロニクル（2022年9月22日、シミュレーションRPG、開発：ランカース）
- スターオーシャン6 THE DIVINE FORCE（2022年10月27日、RPG、開発：トライエース）
- クライシス コア -ファイナルファンタジーVII- リユニオン（2022年12月13日、アクションRPG、開発：トーセ）
- インフィニティ ストラッシュ ドラゴンクエスト ダイの大冒険（2023年9月28日、アクションRPG、開発：ゲームスタジオ）
- OCTOPATH TRAVELER II（2024年6月6日、RPG、共同開発：アクワイア）
- 聖剣伝説 VISIONS of MANA（2024年8月29日、アクションRPG、開発：網易[2]）
- ドラゴンクエストIII そして伝説へ…（2024年11月14日、RPG）※HD-2D版
- FANTASIAN Neo Dimension（2024年12月5日、RPG、開発：ミストウォーカー）
- ファイナルファンタジータクティクス - イヴァリース クロニクルズ（2025年9月30日予定、シミュレーションRPG）
- ドラゴンクエストI&II（2025年10月30日予定、RPG）※HD-2D版
- オクトパストラベラー0（2025年12月4日予定、シングルプレイRPG、開発：ドキドキグルーヴワークス）

## アーケードゲーム
※ 筐体の開発、および販売はタイトーが行っている。
- ドラゴンクエスト モンスターバトルロード（2007年6月21日、対戦型カードアクション、開発：ロケットスタジオ）▲
- 悠久の車輪 〜Eternal Wheel〜（2008年3月11日、オンライン対戦型カードアクション）▲
- LORD of VERMILION（2008年6月17日、オンライン対戦型カードアクション、開発：シンクガレージ）▲
  - LORD of VERMILION II（2009年10月27日、オンライン対戦型カードアクション、開発：シンクガレージ）▲
  - LORD of VERMILION Re:2 (2011年7月26日、オンライン対戦型カードアクション、開発：シンクガレージ）▲
- 超速変形ジャイロゼッター（2012年、対戦型カードアクション、開発：ロケットスタジオ）▲
- ガンスリンガー ストラトス（2012年、オンライン対戦型アクションシューティング、開発：バイキング）▲
- LORD of VERMILION III（2013年8月22日、オンライン対戦型カードアクション、開発：モバイル&ゲームスタジオ（後のゲームスタジオ））▲
  - LORD of VERMILION Re:3（2015年11月19日、オンライン対戦型カードアクション、開発：ゲームスタジオ）▲
  - LORD of VERMILION IV（2017年7月13日、オンライン対戦型カードアクション、開発：ゲームスタジオ） ▲
- ガンスリンガー ストラトス2（2014年2月20日、オンライン対戦型アクションシューティング、開発：バイキング）▲
- パズドラ バトルトーナメント -ラズール王国とマドロミドラゴン-（2014年4月24日、オンラインマルチ対戦型パズルRPG、共同開発：ガンホー・オンライン・エンターテイメント）▲
- スクール オブ ラグナロク （2015年8月27日、オンライン1vs1タクティカル5Dアクションゲーム、開発：ディンプス）▲
- ディシディア ファイナルファンタジー（2015年11月26日、対戦アクションゲーム、開発：コーエーテクモゲームス） ▲
- ガンスリンガー ストラトス3（2016年5月12日、オンライン対戦型アクションシューティング、開発：バイキング） ▲
- シアトリズム ファイナルファンタジー オールスターカーニバル（2016年9月27日、シアターリズムアクション、開発：インディーズ・ゼロ） ▲
- ラブライブ! スクールアイドルフェスティバル 〜after school ACTIVITY〜（2016年12月6日、リズムアクション、共同開発：ブシロード） ▲
  - ラブライブ！スクールアイドルフェスティバル～after school ACTIVITY～ Next Stage（2018年12月6日、リズムアクション、共同開発：ブシロード） ▲
- フィギュアヘッズ エース（2017年6月21日、オンラインマルチ対戦型ロボットシューティング、開発：ゲームスタジオ） ▲
- ミリオンアーサー アルカナブラッド（2017年11月21日、対戦型格闘ゲーム、開発：エクサム）
- 星と翼のパラドクス（2018年11月21日、ハイスピード対戦メカアクション、開発：バイキング） ▲

## ブラウザゲーム
- MaildeQuest～虹色の夜～（2001年7月23日、Webブラウザ用オンラインRPG、開発：Lindwurm）※エニックス時代からの継続 ▲
  - みんなdeクエスト～虹色の夜と幻の月～（2003年7月23日、Webブラウザ用オンラインRPG、開発：Lindwurm） ※アップデート版[5]。後に運営をISAOへ移管 ▲
  - みんなdeクエスト 那由多の道と異界の扉（2012年2月1日、小説型オンラインRPG、開発：Lindwurm） ▲
- 戦国IXA（2010年8月2日、RPG、開発：ONE-UP）
- Chocobo's Crystal Tower（Facebook：2010年11月2日、育成RPG、開発：ハ・ン・ド[6]） ▲
- モンスタードラゴン（Yahoo!ゲーム：2011年12月12日、シミュレーション） ▲
- 地球オークション（ハンゲーム：2010年12月15日） ▲
- MY 雑貨 LIFE（mixi：2010年12月22日、経営シミュレーション） ▲
- クリスタル◇コンクエスト（Yahoo!ゲーム：2012年10月18日、横スクロールアクション） ▲
- ブレイブリーデフォルト プレイングブレージュ（ハンゲーム：2012年12月19日 / 他、RPG、開発：アピリッツ） ▲
- スクエニ レジェンドワールド（スクエニメンバーズ：2013年4月22日 / Yahoo! モバゲー：2013年12月13日 / ハンゲーム：2014年10月16日、RPG） ▲
- スターギャラクシー（Yahoo!ゲーム：2013年5月22日、SFシミュレーション） ▲
- 千年勇者～時渡りのトモシビト～（Yahoo!ゲーム：2013年7月5日、RPG） ▲
- キングダム ハーツ キー（Yahoo!ゲーム：2013年7月18日 / ハンゲーム：2013年12月5日 / ゲソてん：2015年3月5日 / mixi：2015年7月17日、RPG） ▲
- 新星のグランドユニオン（Amebaスマホ：2013年8月28日、開発：トライスター[7]） ▲
- ドラゴンクエスト モンスターパレード（Yahoo!ゲーム：2013年9月2日 / ハンゲーム：2014年9月22日、RPG、開発：ツェナワークス） ▲
- アーマトゥスの騎士（Ameba：2014年11月13日、カードバトルRPG、開発：GMOゲームポット） ▲
- インペリアル サガ（Yahoo!ゲーム：2015年6月18日 / 他、RPG、開発：シンク・アンド・フィール） ▲
  - インペリアル サガ エクリプス（Yahoo!ゲーム ゲームプラス：2019年10月31日、RPG） ▲
- アンティーク カルネヴァーレ（Yahoo!ゲーム ゲームプラス：2017年7月18日、タクティカルボードRPG） ▲
- ドラゴンクエスト ライバルズ（Yahoo!ゲーム：2018年2月22日[8]、対戦デジタルカードゲーム、開発：トーセ） ▲
- ファイナルファンタジー デジタルカードゲーム（Yahoo!ゲーム ゲームプラス：2019年7月9日[9]、オンライン対戦カードゲーム）▲

## フィーチャーフォン向けタイトル
- MaildeQuest～芯海の楽園～ ▲（i：2002年6月17日、J：2002年7月1日、EZ：2002年8月9日、CA Mobile：2007年2月20日、GREE：2010年9月1日）※エニックス時代からの継続
  - 懸賞deクエスト ▲（CA Mobile：2007年2月20日）
- ビフォア クライシス ファイナルファンタジーVII（i:2004年9月24日/EZ:2007年4月5日/S!:2007年1月30日、ネットワークアクションRPG） ▲
- FRONT MISSION 2089（i:2005年3月7日/EZ:2005年10月27日、シミュレーションRPG） ▲
- ドラゴンクエストモンスターズMOBILE（i:2006年5月22日/EZ:2007年4月19日、RPG） ▲
- ドラゴンクエスト 不思議のダンジョン MOBILE（i:2006年8月7日/EZ:2007年4月5日、RPG） ▲
- FRONT MISSION 2089-II（i:2006年9月15日/EZ:2008年2月21日、シミュレーションRPG） ▲
- 聖剣伝説 -ファイナルファンタジー外伝-（i:2006年11月6日/EZ:2007年2月1日/S!:2006年8月16日、アクションRPG） ▲
- ダージュ オブ ケルベロス ロスト エピソード ファイナルファンタジーVII（i:2006年11月6日、ガンアクションRPG） ▲
- 聖剣伝説 FRIENDS of MANA（i:2007年4月16日/EZ:2007年11月8日/S!:2006年10月18日、ネットワークRPG） ▲
- 魔界塔士Sa・Ga（i:2007年7月2日/EZ:2007年12月13日、RPG） ▲
- チョコボdeモバイル（i:2007年8月1日/EZ:2006年12月14日、能力ミニゲーム集） ▲
- いただきストリートMOBILE どんどん開店!増築中!（i:2007年10月1日、ボードゲーム） ▲
- クリスタル ガーディアンズ（i:2008年1月28日/S!:2008年4月1日/EZ:2008年6月19日、ディフェンス・シミュレーション） ▲
- ファイナルファンタジーIV THE AFTER 月の帰還（i:2008年2月18日/EZ:2008年5月15日、RPG） ▲
- ドラゴンクエスト モンスターバトルロードMOBILE（i:2008年3月11日/EZ:2008年10月2日、カードゲーム） ▲
- 国破れて山河あり（英語版）（i:2009年5月11日/EZ:2009年8月6日、大河ストラテジー） ▲
- キングダム ハーツ コーデッド（2009年6月3日、アクションRPG） ▲
- スターオーシャン ブルースフィア（i:2009年6月8日/S!:2009年12月16日/EZ:2009年12月17日、RPG） ▲
- 魔法でゴルフ マジカルショット（i:2010年3月9日[10]、オンラインゴルフ、開発：エイタロウソフト） ▲
- エバーハート オデッセイ（i:2010年5月11日[11]、アバターオンラインRPG、開発：エイタロウソフト） ▲
- 国破れて山河あり2（i:2010年5月11日/EZ:2010年6月3日、大河ストラテジー） ▲
- チョコボとクリスタルの塔（GREE：2010年6月29日、育成RPG、開発：ハ・ン・ド[6]） ▲
- ドラゴンクエスト モンスターズ WANTED！（i:2010年11月24日/EZ:2011年7月28日、モンスター育成RPG） ▲

## スマートフォン向けタイトル
- ソングサマナー 歌われぬ戦士の旋律（2008年7月8日、iPod用RPG、開発：シンクアーツ[12]） ▲
  - ソングサマナー 歌われぬ戦士の旋律 完全版（2009年12月3日、iPhone / iPod touch用RPG、開発：シンクアーツ） ▲
- クリスタル・ディフェンダーズ（2008年12月23日、iPod・iPhone]/ iPod touch用 ディフェンス・シミュレーション、開発：MSF及びWings） ▲
- クリスタル・ディフェンダーズ ヴァンガード・ストーム（2009年5月13日、iPhone / iPod touch用 ディフェンス・シミュレーション、開発：MSF及びWings） ▲
- スライディング・ヒーローズ（2009年9月24日、iPhone / iPod touch用 傾き×アクション×ストラテジー、開発：ハ・ン・ド） ▲
- 国破れて山河あり（英語版）（2009年11月26日、iPhone / iPod touch用 大河ストラテジー、開発：マトリックス） ▲
- ファイナルファンタジー（iOS：2010年2月25日 / Android：2011年12月1日、iPhone / iPod touch用 RPG） ※買い切り・ピクセルリマスター版配信に伴い販売終了
- ファイナルファンタジーII（iOS：2010年2月25日 / Android： 2012年2月1日、iPhone / iPod touch用 RPG） ※買い切り・ピクセルリマスター版配信に伴い販売終了
- ケイオスリングス（2010年4月30日、iPhone / iPod touch用 RPG、開発：メディア・ビジョン） ▲
- 聖剣伝説2（iOS：2010年12月21日 / Android：2014年10月30日、アクションRPG） ※買い切り
- ファイナルファンタジーIII（iOS：2011年3月24日 / Android：2012年3月1日、RPG、開発：マトリックス[13]） ※買い切り・ピクセルリマスター版『ファイナルファンタジーIII』の配信に伴い『ファイナルファンタジーIII 3D REMAKE』へ改題
- イマジナリー レンジ（iOS：2011年5月5日 / Android：2011年6月14日、ゲーム×コミック、開発：ハ・ン・ド） ▲
- ケイオスリングスΩ（2011年5月20日、iPhone / iPod touch用 RPG、開発：メディア・ビジョン） ▲
- ドラゴンクエスト ポータルアプリ（2011年11月28日、RPG、開発：マトリックス） ※コンテンツ課金
- クロノ・トリガー（iOS：2011年12月9日 / Android：2011年12月22日） ※買い切り
- ファイナルファンタジータクティクス 獅子戦争（iOS：2011年8月4日 / Android：2013年2月14日、シミュレーションRPG） ※買い切り
- ナイツ オブ クリスタル（iOS, Android：2011年9月1日[14]、カードバトルRPG、開発：サンアート[15]） ▲
- ドラゴンクエスト モンスターズ WANTED！（Android：2011年12月1日 / iOS：2014年2月20日、モンスター育成RPG） ▲
- ファイナルファンタジー ブリゲイド（スマートフォン版：2012年1月13日、カードバトルRPG、共同開発：DeNA[16]） ▲
- いただきストリート for SMARTPHONE わたしのお店にタッチして！（Android：2012年1月23日 / iOS：2012年3月22日、ボードゲーム） ※コンテンツ課金
- ケイオスリングスII（2012年3月15日、iPhone / iPod touch用 RPG、開発：メディア・ビジョン） ▲
- 拡散性ミリオンアーサー（2012年4月9日、iOS / Android用 カードバトルRPG、開発：マイティークラフト他）▲
- 戦国IXA 千万の覇者（Yahoo!ゲーム：2012年4月23日、戦国カードゲーム） ▲
  - 戦国IXA 千万の覇者 弐（2018年10月31日、戦国カードゲーム） ▲
- ガーディアン・クルス（iOS：2012年6月21日 / Android：2013年8月5日、カードバトルRPG、開発：ダイダロス） ▲
- 星葬ドラグニル（2012年7月23日、RPG、開発：ウィッチクラフト） ▲
  - 星葬ドラグニル オーバーコネクト（2013年6月28日、RPG、開発：ウィッチクラフト） ▲
- 乙女ぶれいく!（2012年8月9日、育成シミュレーション） ▲
- ファイナルファンタジー レジェンズ 光と闇の戦士（iOS, Android：2012年8月31日、iアプリ / EZアプリ / iOS / Android用 RPG、開発：マトリックス）※エピソード毎買い切り
- エンペラーズ サガ（2012年9月18日、カードゲームRPG、開発：オルトプラス） ▲
- DEMONS' SCORE（iOS：2012年9月19日 / Android：2012年11月27日、ブレイクビーツアクション、開発：イニス） ▲
- ギャラクシーダンジョン - GALAXY DUNGEON - （2012年11月20日、iOS 用 カードバトルRPG、開発：LANCARSE） ▲
- ファイナルファンタジーIV（iOS：2012年12月20日 / Android：2013年6月3日、RPG、開発：マトリックス） ※買い切り・ピクセルリマスター版『ファイナルファンタジーIV』の配信に伴い『ファイナルファンタジーIV 3D REMAKE』へ改題
- ファイナルファンタジー オール ザ ブレイベスト（iOS：2013年1月17日 / Android：2013年4月11日、大群バトルRPG、開発：ビットグルーヴ）
- クリスタル・ディフェンダーズ Plus（iOS：2013年2月20日、ディフェンス・シミュレーション） ▲
- ファイナルファンタジーV（iOS：2013年3月28日 / Android：2013年9月26日、RPG、開発：マトリックス） ※買い切り・ピクセルリマスター版配信に伴い販売終了
- LINE スライムコゼニト〜ル (2013年5月27日、新感覚アクション、運営：LINE[17]) ▲
- ファイナルファンタジータクティクス S（2013年5月28日、シミュレーションRPG[18]） ▲
- LINE Neko Jump（2013年6月10日、ジャンプアクション、運営：LINE[19]） ▲
- 三国志乱舞（iOS：2013年6月20日 / Android：2014年3月27日、RPG、開発：ヴァンガード） ※運営をマイネットへ移管後サービス終了、メモリアル版のみ配信
  - RANBU 三国志乱舞 (2020年11月16日、美将戦略シミュレーション)  ▲
- 唯一性ミリオンアーサー（2013年7月25日、ハーレムRPG、開発：アプリカ[20]） ▲
- メルファリア マーチ（iOS：2013年9月19日 / Android：2014年8月12日、ストラテジーRPG） ▲
- BLOOD MASQUE（iOS：2013年7月25日、アクションRPG） ▲
- 戦国IXA 千万の覇者 外伝（2013年10月9日、戦国カードゲーム） ▲
- ピクトロジカ ファイナルファンタジー（2013年10月21日、パズルRPG、開発：ジュピター） ※オフライン版の配信も行っていた ▲
- ファイナルファンタジーIV THE AFTER 月の帰還（iOS, Android：2013年11月25日、RPG） ※買い切り
- オカルトメイデン（2013年11月29日、バトルブロマイドRPG、開発：ディンゴ） ▲
- ドラゴンクエストVIII 空と海と大地と呪われし姫君（iOS, Android：2013年12月12日、RPG） ※買い切り
- ドラゴンクエストモンスターズスーパーライト（2014年1月23日、RPG、開発：Cygames） ※オフライン版のみ配信
- ファイナルファンタジーVI（Android：2014年1月16日 / iOS：2014年2月6日、RPG） ※買い切り・ピクセルリマスター版配信に伴い販売終了
- GUNS N' SOULS（2014年1月28日、iOS / Android用 カードバトルRPG） ▲
- デッドマンズ・クルス（2014年2月14日、iOS / Android用 カードバトルRPG） ▲
- DRAGON SKY（Android：2014年2月19日 / iOS：2014年3月6日、リアルタイムストラテジー、開発：ポッピンゲームズジャパン） ▲
- 聖剣伝説 RISE of MANA（iOS：2014年3月6日 / Android：2014年6月24日、アクションRPG、共同開発：娯匠） ▲
- ロストクルセイド（2014年3月12日、恋愛シミュレーションRPG、共同開発：D2C[21]） ▲ ※D2C→ブループリント配信。後にロストクルセイド2へと移行したが、そちらはブループリント単独での発表となっている。
- グロリアスブレイズ 〜運命の姫と8戦士〜（2014年3月4日、ドラマティックソーシャルRPG、開発：gloops） ▲
- スクールガールストライカーズ　(2014年4月10日、ノベルスタイルRPG) ▲
  - スクールガールストライカーズ2（2018年5月8日、ノベルスタイルRPG）
- ドラゴンクエストIV 導かれし者たち（iOS, Android：2014年4月17日、RPG） ※買い切り
- ファイナルファンタジー アギト　（2014年5月15日、RPG） ▲
- 疾走、ヤンキー魂。（2014年7月29日、ネットヤンクゲーム） ▲
- 魔法科高校の劣等生 LOST ZERO（2014年9月4日、RPG、開発：BeXide） ※オフライン版の配信も行っていた ▲
  - 魔法科高校の劣等生 リローデッド・メモリ（2022年6月28日、魔法バトルRPG、開発：ハ・ン・ド[22]） ▲
- FINAL FANTASY WORLD WIDE WORDS（英語版）（2014年9月16日、タイピングRPG、開発：SmileBoom[23]） ▲
- ファイナルファンタジー レコードキーパー（2014年9月25日、RPG、共同開発：DeNA）
- ケイオスリングスIII（2014年10月16日、RPG、開発：メディア・ビジョン） ※買い切り
- 3594e-三国志英歌-（2014年10月29日、RPG） ▲
- ファイナルファンタジーVII G-BIKE（2014年10月30日、バイクアクションRPG、開発：サイバーコネクトツー） ▲
- 乖離性ミリオンアーサー（2014年11月19日、キャラクターコマンドRPG、開発：ヘッドロック[24]） ※オフライン版のみ配信
- ドラゴンクエストV 天空の花嫁（iOS, Android：2014年12月12日、RPG） ※買い切り
- ブレイブリーアーカイブ D's report（iOS：2015年1月15日 / Android：2015年1月22日、RPG、開発：アピリッツ） ▲
- 無限∞ナイツ（2015年1月15日、超・大軍勢RPG） ▲
- ファイナルファンタジーポータルアプリ（2015年2月5日、カードゲーム / RPG） ※コンテンツ課金
- ファイナルファンタジー レジェンズ 時空ノ水晶（2015年2月12日、RPG、開発：マトリックス[25]） ▲
  - ファイナルファンタジー レジェンズII（2016年11月10日、RPG、開発：マトリックス） ▲
  - ファイナルファンタジー レジェンズII 時空ノ水晶（2017年11月1日、RPG、開発：マトリックス） ※買い切り
- アルカディアの蒼き巫女（Android：2015年2月17日 / iOS：2015年3月6日、RPG、開発：ニューロン・エイジ） ▲
- ホーリーダンジョン（2015年3月24日、パズルアクション） ▲
- ミリオンアーサー エクスタシス（2015年3月26日、本格ギルドバトルRPG、協業：グリフォン） ※運営をマイネットへ移管[26] ▲
- ヘブンストライク ライバルズ（2015年4月27日、タクティカルRPG、共同開発：メディアトニック） ▲[27]
- 戦国やらいでか-乱舞伝-（iOS：2015年5月22日 / Android：2015年5月26日、ドラマティック戦国RPG、開発：ヴァンガード） ※オフライン版の配信も行っていた ▲
- メビウス ファイナルファンタジー（2015年6月4日、RPG） ▲
  - メビウス ファイナルファンタジー 破滅の戦士（2018年4月27日、RPG） ▲
- ドラゴンクエストVI 幻の大地（iOS, Android：2015年6月11日、RPG） ※買い切り
- ドラゴンクエスト どこでもモンスターパレード（スマートフォン版：2015年6月25日、RPG、開発：ツェナワークス[28]） ▲
- ランページ ランド ランカーズ（2015年7月16日、RPG、開発：ヘキサドライブ） ▲
- ファイナルファンタジーVII（iOS：2015年8月20日 / Android：2016年7月7日、RPG） ※買い切り
- スナックトラックフィーバー（2015年8月27日、パズル、共同開発：トルコDUELLO GAMES） ▲
- ドラゴンクエストVII エデンの戦士たち（iOS：2015年9月16日 / Android：2015年9月17日、RPG） ※買い切り
- キングダム ハーツ アンチェインド キー（2015年9月3日、RPG、開発協力：ビットグルーヴ） ▲
  - キングダム ハーツ ユニオン クロス（2017年3月23日、RPG、開発協力：ビットグルーヴ） ▲
  - キングダム ハーツ ユニオン クロス ダーク ロード（2020年6月22日、RPG） ※オフライン版のみ配信
- ファイナルファンタジーグランドマスターズ（2015年10月1日、オンラインRPG、開発：クルーズ） ※運営をマイネットへ移管[29] ▲
- 星のドラゴンクエスト（2015年10月15日、RPG、開発：モバイル&ゲームスタジオ（現ゲームスタジオ））
- ファイナルファンタジー ブレイブエクスヴィアス（2015年10月22日、RPG、開発：エイリム）
  - ファイナルファンタジー ブレイブエクスヴィアス デジタル アルティマニア（2019年7月19日、ゲーム攻略アプリ、開発：エイリム）
- ポップアップストーリー 魔法の本と聖樹の学園（2015年10月29日、冒険者育成RPG） ※オフライン版の配信も行っていた ▲
- EMPIRE IN THE STORM（原題：「世界2:风暴帝国」[30]、iOS：2015年10月29日 / Android：2015年11月6日、開発：中国Guangzhou Good Network Technology/台湾OXON Game Studio[31]） ▲
- グリムノーツ（2016年1月21日、RPG、開発：元気） ▲
  - グリムノーツ Repage （2018年1月29日、RPG、開発：元気） ※オフライン版のみ配信
- アリスオーダー（2016年1月28日、超能力ミリタリーRPG、開発：タボット (現アプシィ)） ▲
- 予言者育成学園 Fortune Tellers Academy（2016年2月15日、リアル連動ゲーム、開発：デジタル・ワークス・エンターテインメント[32]） ※オフライン版の配信も行っていた ▲
- 聖剣伝説 〜ファイナルファンタジー外伝〜（iOS, Android：2016年2月4日、アクションRPG、開発：MCF） ※買い切り
- ファイナルファンタジーIX（2016年2月10日、RPG） ※買い切り
- ロマンシング サ・ガ2（iOS, Android：2016年3月24日、RPG、開発：アルテピアッツァ） ※買い切り
- ヴァルキリーアナトミア -ジ・オリジン-（2016年4月28日、RPG、開発：ドキドキグルーヴワークス/セブンスコード） ▲
- くまぱら（2016年5月17日 王道くまゲーム） ▲
- ぷくっくす（2016年5月31日 パズルゲーム） ▲
- サムライ ライジング（2016年6月2日、アクションRPG、開発：ILCAAPPS） ▲
- ランガン キャノンボール（2016年7月7日、ハイテンションハイスピードバトル、開発：ファイン） ▲
- 天穹のアルクルス（2016年7月21日、空をなぞるRPG、開発：エボルブ[33]） ▲
- ジャスティス モンスターズ ファイブ（2016年8月30日、ピンボールRPG） ▲
- グランマルシェの迷宮（2016年9月8日、RPG、開発：インディーズ・ゼロ） ※オフライン版の配信も行っていた ▲
- ドラマチックRPG 神つり（2016年9月12日、RPG、開発：インテンス[34]/バイシンク・エンタテインメント） ▲
- ぐるモン（2016年11月1日、モンスター育成RPG、開発：ロケットスタジオ） ▲
- ガーディアン・コーデックス（2016年11月4日、RPG、開発：ヴァンガード） ▲
- アカシックリコード（2016年11月10日、リアルタイムバトルRPG、共同原作：KADOKAWA） ▲
- 協力クイズRPG マギメモ（2016年11月18日、クイズRPG、開発：ランド・ホー） ▲
- スターオーシャン:アナムネシス（2016年12月8日、ハイエンドアクションRPG、開発：トライエース） ※オフライン版の配信も行っていた ▲
- ディシディア ファイナルファンタジー オペラオムニア（2017年2月1日、RPG、開発：コーエーテクモゲームス） ▲
- プロ野球が好きだ!2017（2017年3月22日、リアル連動プロ野球ゲーム、開発：ヴァンガード） ▲
- ブレイブリーデフォルト フェアリーズエフェクト（2017年3月23日、ファンタジーRPG、開発：シリコンスタジオ） ▲
- フレイム×ブレイズ（2017年4月12日、アクション、開発：タボット (現アプシィ)） ▲
- シノアリス（2017年6月6日、バトル・ファンタジーRPG、共同開発：ポケラボ） ▲
- プロジェクト東京ドールズ（2017年6月22日、美少女タップアクションRPG、開発：ILCA[35]） ▲
- 君と霧のラビリンス（2017年7月13日、RPG） ▲
- 青空アンダーガールズ!（2017年7月26日、青春ドラマチックアイドルゲーム、開発：ハ・ン・ド） ▲
  - 青空アンダーガールズ! Re:vengerS（2018年8月29日、青春リバーススクロールアクション、開発：ハ・ン・ド） ※オフライン版の配信も行っていた ▲
- めしクエ（2017年8月17日、スピード頭脳グルメアクション） ※オフライン版の配信も行っていた ▲
- ディアホライゾン（2017年8月24日、RPG、開発：AXEL GameStudio） ▲
- スクールガールストライカーズ 〜トゥインクルメロディーズ〜（2017年8月31日、アイドルリズムアクション、開発：R-Force Entertainment） ※オフライン版のみ配信
- VenusRumble（2017年8月31日、ハーレムRPG、共同開発：ブループリント、開発協力：ジープラ[36]） ▲ ※ブループリント配信
- キングスナイト -Wrath of the Dark Dragon-（2017年9月13日、アクションRPG、開発：フレイムハーツ） ▲
- 半熟英雄 ああ、世界よ半熟なれ…!!（2017年10月19日、リアルタイムシミュレーションRPG） ※買い切り
- ドラゴンクエスト ライバルズ（2017年11月2日、対戦デジタルカードゲーム、開発：トーセ） ▲
  - ドラゴンクエストライバルズ エース（2020年8月13日、対戦デジタルカードゲーム、開発：トーセ） ▲
- ワールド オブ ファイナルファンタジー メリメロ（2017年12月12日、モンスター育成RPG、開発：ドリコム） ▲
- バトル オブ ブレイド（2017年12月15日、MOBA、開発：娯匠[37]） ▲
- サーヴァント オブ スローンズ（2018年1月24日、リアルタイムカードバトル） ▲
- ファイナルファンタジーXV ポケットエディション（2018年2月9日、RPG、開発：楽陞科技（中国語版）） ※エピソード毎買い切り
- TRINITY MASTER（2018年3月8日、"三位一体"リアルタイムバトル、開発：韓BEATRAIN[38]） ▲
- 刀使ノ巫女 刻みし一閃の燈火（2018年3月19日、剣戟コマンドバトルRPG、開発：ゲームスタジオ[39]） ※オフライン版の配信も行っていた ▲
- ファイナルファンタジー エクスプローラーズ フォース（2018年3月20日、マルチプレイアクションRPG、開発：ラクジン） ▲
- ヴァルキリープロファイル（iOS, Android：2018年3月22日、RPG、開発：ファイン[40]） ※買い切り
- 破軍・三國志（2018年3月29日、カードゲーム、共同開発：ファリアー[41]） ▲
- 戦国アクションパズル DJノブナガ（2018年7月12日、新感覚アクションパズルゲーム、共同開発：タイトー） ▲
  - DJノブナガ（2019年3月28日、ノンストップ爽快アクションパズル、共同開発：タイトー） ※買い切り
- IDOL FANTASY - アイドルファンタジー -（2018年7月18日、トキメキの魔法をかけるファンタジー×アイドル育成ゲーム、開発：フレイムハーツ） ※オフライン版の配信も行っていた  ▲
- サガ スカーレットグレイス 緋色の野望 (2018年8月2日、RPG)  ※買い切り
- ファイナルファンタジーXIV コンパニオン（2018年8月15日、冒険サポートアプリ）
- ファンタジーアース ジェネシス（2018年9月27日、オンライン対戦アクションRPG、共同開発：アソビモ） ▲
- 交響性ミリオンアーサー（2018年10月4日、キャラハントアクションRPG、開発：ヘッドロック） ▲
- ゲシュタルト・オーディン（2018年10月18日、クロスオーバーRPG、共同開発：Aiming） ▲
- ましろウィッチ（2018年11月1日、魔女大戦RPG、開発協力：コスモマキアー/ジークゲームズ/モノビット[42]） ▲
- ドラゴンクエストモンスターズ テリーのワンダーランドSP（2018年11月7日、RPG、開発：トーセ） ※買い切り
- ワールドエンドヒーローズ（2018年11月13日、シチュエーションスタイルRPG、開発：G2Studios[43]） ※オフライン版のみ配信
- 叛逆性ミリオンアーサー（2018年11月29日、アニメオンラインRPG、開発：網易） ▲
- ロマンシング サガ リ・ユニバース（2018年12月6日、RPG、共同開発：アカツキ→アカツキゲームス）
- グリムエコーズ（2019年3月28日、RPG、開発：元気） ※オフライン版のみ配信
- LAST IDEA（2019年4月19日、トレジャーハンティングRPG、開発：オーツー） ▲
- 爆走!テレビ野郎ナナーナ（2019年6月19日、珍ゲームアプリ） ▲ ※買い切り
- とある魔術の禁書目録 幻想収束（2019年7月4日、学園異能バトルRPG、開発：ヘッドロック） ※オフライン版のみ配信
- ドラゴンクエストウォーク（2019年9月12日、位置情報RPG、開発：コロプラ）
- ロマンシング サ・ガ3 (2019年11月11日、RPG、開発：アルテピアッツァ) ※買い切り
- WAR OF THE VISIONS ファイナルファンタジー ブレイブエクスヴィアス 幻影戦争（2019年11月14日、タクティカルRPG、開発：gumi）
- SHOW BY ROCK!! Fes A Live（2020年3月12日、熱狂バンドリズムゲーム、開発：ナウプロダクション） ▲
- エンゲージソウルズ（2020年6月25日、RPG） ▲
- ドラゴンクエストタクト（2020年7月16日、タクティカルRPG、共同開発：Aiming[44]）
- ファイナルファンタジー・クリスタルクロニクル リマスター（2020年8月27日、RPG）※買い切り
- OCTOPATH TRAVELER 大陸の覇者（2020年10月28日、シングルプレイRPG、開発：アクワイア/ドキドキグルーヴワークス）
- ニーア リィンカーネーション（2021年2月18日、RPG、開発：アプリボット） ▲
- サガ フロンティア リマスター (2021年4月15日、RPG、開発：バレット) ※買い切り
- 聖剣伝説3 トライアルズ オブ マナ（2021年7月15日、アクションRPG、開発：xeen）※買い切り
- ファイナルファンタジー（ピクセルリマスター版）（2021年7月29日、RPG、開発：トーセ）※買い切り
- ファイナルファンタジーII（ピクセルリマスター版）（2021年7月29日、RPG、開発：トーセ）※買い切り
- ファイナルファンタジーIII（ピクセルリマスター版）（2021年7月29日、RPG、開発：トーセ）※買い切り
- ファイナルファンタジーIV（ピクセルリマスター版）（2021年9月9日、RPG、開発：トーセ）※買い切り
- アクトレイザー・ルネサンス（2021年9月24日、アクション/シミュレーション、共同開発：ソニックパワード）※買い切り
- ドラゴンクエスト ダイの大冒険 -魂の絆-（2021年9月28日、爽快"大爆進"RPG、共同開発：DeNA）▲
- Deep Insanity ASYLUM（2021年10月14日、RPG、開発：元気） ▲
- Gate of Nightmares（2021年10月26日、モンスター配合アクションRPG、制作協力：講談社） ▲
- ファイナルファンタジーV（ピクセルリマスター版）（2021年11月11日、RPG、開発：トーセ）※買い切り
- ファイナルファンタジーVII ザ ファースト ソルジャー（2021年11月17日、バトルロイヤルアクション、開発：エイチーム） ▲
- ドラゴンクエストけしケシ!（2021年12月1日、パズルゲーム、開発：NHN PlayArt） ▲
- チョコボグランプリダッシュ（2022年1月13日、ランゲーム、開発：ロケットスタジオ） ▲
- おじさまと猫 スーパーミラクルパズル（2022年1月20日、ハートフルパズルゲーム、開発：BeXide[45]） ▲
- ブレイブリーデフォルト ブリリアントライツ（2022年1月27日、RPG、開発：ナウプロダクション[46]） ※オフライン版のみ配信
- ファイナルファンタジーVI（ピクセルリマスター版）（2022年2月24日、RPG、開発：トーセ）※買い切り
- 聖剣伝説 ECHOES of MANA（2022年4月27日、アクションRPG、開発：WFS[47]）▲
- 鋼の錬金術師 MOBILE（2022年8月4日、タクティカルRPG） ▲
- ロマンシング サガ -ミンストレルソング- リマスター（2022年12月1日、RPG、開発：バレット）※買い切り
- VARIOUS DAYLIFE（2023年1月23日、日常×冒険RPG、開発：ドキドキグルーヴワークス）※買い切り
- トワツガイ（2023年2月16日、ツガイ育成バトルファンタジーRPG、開発：EVOLVE、共同制作：アニメイト） ▲
- Engage Kill（2023年3月1日、アニメティック・タイムラインバトルRPG、開発：ヘッドロック） ▲
- パラノマサイト FILE23 本所七不思議（2023年3月9日、ホラーミステリーADV、共同開発；ジーン）※買い切り
- Voice of Cards ドラゴンの島（2023年3月23日、RPG、開発：エイリム）※買い切り
- Voice of Cards できそこないの巫女（2023年3月23日、RPG、開発：エイリム）※買い切り
- Voice of Cards 囚われの魔物（2023年3月23日、RPG、開発：エイリム）※買い切り
- ドラゴンクエスト チャンピオンズ（2023年6月13日、乱戦コマンドバトルRPG、開発：コーエーテクモゲームス） ▲
- 結合男子（2023年8月10日、友情結合シミュレーションアドベンチャー、開発：ウインライト）※買い切り・キャラクターごと追加課金あり
- ファイナルファンタジーVII エバークライシス（2023年9月7日、RPG、開発：アプリボット）
- サガ エメラルド ビヨンド（2024年4月25日、RPG）※買い切り
- エンバーストーリア（2024年11月27日、ストラテジックRPG、開発：オレンジキューブ）
- ドラゴンクエストX 目覚めし五つの種族 オフライン（2025年1月15日、RPG、共同開発：BBスタジオ）※買い切り・コンテンツごと追加課金あり
- サガフロンティア2 リマスター（2025年3月28日、RPG）※買い切り

## Apple Watch
- コスモスリングス (2016年7月28日、RPG、共同開発：シシララ)

## Apple Arcade
- VARIOUS DAYLIFE（2019年9月20日、日常×冒険RPG、開発：ドキドキグルーヴワークス[48]）

## 体感アトラクション
- 剣神ドラゴンクエスト 甦りし伝説の剣（2003年9月19日、体感アクションRPG）
- バハムートディスコ（2017年7月15日、体感型音楽アトラクション）
- ドラゴンクエストVR（2018年4月27日、VRアクティビティ）

## その他のタイトル
- ファイナルファンタジーVII アドベントチルドレン（2005年9月14日、DVD/UMD-VIDEO用映像作品）
- ファイナルファンタジーVII アドベントチルドレン コンプリート（2009年4月16日、Blu-ray Disc用映像作品）

## エクストリームエッジ
- 007 慰めの報酬
- 007 ブラッドストーン
- コール オブ デューティ4 モダン・ウォーフェア 廉価版（2009年9月10日、FPS、アクティビジョン委託）
- コール オブ デューティ モダン・ウォーフェア2
- コール オブ デューティ モダン・ウォーフェア3
- Saints Row: The Third 廉価版
- Just Cause 2（2010年6月10日、アクション、360 / PS3）
- ケイン&リッチ2 ドッグデイズ
- ブラーレーサーズ
- スプリームコマンダー2
- シンギュラリティ
- ダンジョン・シージIII
- コール オブ デューティ ブラックオプス
- コール オブ デューティ ブラックオプス2
- Call of Duty: Black Ops: Declassified
- Hitman: Absolution
- スリーピングドッグス 香港秘密警察
- デウスエクス
- デウスエクス マンカインド・ディバイデッド
- トゥームレイダー
- ライズ オブ ザ トゥームレイダー
- シャドウ オブ ザ トゥームレイダー
- コール オブ デューティ ゴースト
- ディアブロ3
- MURDERED 魂の呼ぶ声
- アメイジング・スパイダーマン2
- Transformers: Rise of the Dark Spark
- Thief
- コール オブ デューティ アドバンスド・ウォーフェア
- ジャストコーズ3
- The Walking Dead: A Telltale Games Series
- The Walking Dead Season Two: A Telltale Games Series
- オーバーウォッチ
- ライフ イズ ストレンジ
- ライフ イズ ストレンジ ビフォア ザ ストーム
- The Awesome Adventures of Captain Spirit
- ライフ イズ ストレンジ2
- サドン ストライク4

## 開発中止タイトル
- ラスト レムナント（PlayStation 3、RPG）
- ガン・ロコ（Xbox 360、対戦型アクションシューティング）
- チョコボレーシング3D（ニンテンドー3DS、レースゲーム、開発：ハ・ン・ド）
- 神角技巧と11人の破壊者（iOS/Android、「角」が導く再創造RPG）[49]
- ファイナルファンタジーXI R（iOS/Android、オンラインRPG、共同開発：ネクソン）
- キングダム ハーツ ミッシングリンク（iOS/Android、GPSアクションRPG）